# Turkestanreeks
De Turkestanreeks (Russisch: Туркеста́нская се́рия) is een serie van meer dan 250 tekeningen en schilderijen gemaakt door Vasili Veresjtsjagin in de jaren 1867-1873. Hij maakte de veroveringscampagne in Turkestan mee aan Russische zijde en legde zijn indrukken vast in een stijl die tegelijk getuigde van realisme en oriëntalisme. De kern van de reeks zijn de 35 doeken die hij na zijn terugkeer schilderde in München (1871-1873). Hij trok er geweldige massa's mee op solotentoonstellingen in buiten- en binnenland, maar riep ook weerstand op bij de autoriteiten en de conservatieven.

## Totstandkoming
In 1867 werd generaal Konstantin von Kaufmann aan het hoofd geplaatst van het nieuwe Russische generaal-gouvernement Turkestan in Centraal-Azië. Kaufmann zocht een kunstenaar om het gebied etnografisch in kaart te brengen, zoals ook Napoleon had gedaan op zijn Egyptische veldtocht. Veresjtsjagin stelde zich kandidaat en werd aanvaard. Voor zijn bijzondere opdracht kreeg hij de rang van onderofficier en de vrijheid om de bevolking, de monumenten en de gevechten weer te geven. In augustus 1867 reisde hij af naar Tasjkent, waar hij de architectuur en de etnische diversiteit schetste, met bijzondere aandacht voor exotische fenomenen als opiumkits, bedelaarsgilden, gevangenissen en bacha bazi. Terwijl hij op last van Kaufmann met een Tataarse gids het platteland verkende, bereikte hem het nieuws dat Kaufmann de oorlog had verklaard aan de Emir van Boechara en optrok naar Samarkand. Veresjtsjagin haastte zich om erbij te zijn maar arriveerde een dag na de inname van de stad. Nadat de Kaufmann met de hoofdmacht was vertrokken om de emir te achtervolgen, werd het achtergebleven garnizoen in juni 1868 belegerd door de stadsbevolking. De schilder-officier onderscheidde zich in de verdediging en voerde twee gevaarlijke sorties uit in de straten van Samarkand. Bij zijn terugkeer negeerde Kaufmann de openlijke kritiek van Veresjtsjagin op zijn persoon en nomineerde hij de schilder voor de militaire Orde van Sint-Joris 4e klasse. Het is de enige onderscheiding die de op zijn onafhankelijkheid gebrande schilder ooit aanvaardde. Ook daarna schuwde hij geen gevechtshandelingen, in de overtuiging dat hij alleen zo een waarachtig beeld van de oorlog zou kunnen creëren.
Ziek en uitgeput keerde Veresjtsjagin eind 1868 terug. Via Sint-Petersburg reisde hij naar Parijs, en dan weer naar Sint-Petersburg om deel te nemen aan de grote tentoonstelling over Turkestan die Kaufmann in het voorjaar van 1869 organiseerde. De doeken die hij er presenteerde waren allesbehalve evident. De bacha en zijn bewonderaars was vernietigd wegens potentieel aanstootgevend, en hing er enkel in fotografische reproductie. De andere doeken toonden de wreedheid en onverschilligheid van de oorlog, wat op zich al hoogst ongebruikelijk was, en namen bovendien afstand van de vanzelfsprekende superioriteit over het Oosten. Toch waren de schilderijen een succes en was Kaufmann tevreden. Hij liet Veresjtsjagin in april terugkeren, deze keer met de burgerlijke rang van registratieklerk toegevoegd aan zijn vice-gouverneur. Vanuit Tasjkent ondernam hij grote verkenningstochten en ook nu weer ging hij het gevecht niet uit de weg. Bij één gelegenheid achtervolgde hij met de kozakken een groep moslimrebellen tot in China.
Terug in Sint-Petersburg verleende Kaufmann zijn schilder een driejarig verblijf in het buitenland om zijn schetsen en studies te verwerken. Veresjtsjagin vestigde zich in München, waar hij trouwde met Elisabeth Marie Fisher. In zijn speciaal ingerichte studio werkte hij aan een hels tempo: tegen het voorjaar van 1873 had hij 35 doeken af. Ze werden in april gepresenteerd op een solotentoonstelling in het Crystal Palace in Londen. In één klap was de reputatie van de Rus gevestigd. Wat de toeschouwers te zien kregen, was een mix van herkenbare gemeenplaatsen over het Oosten (despotisme, decadentie, vergane glorie) en een schokkend onverbloemde weergave van de oorlog. Het doek Vergeten, dat hem een reprimande opleverde van Kaufmann, verbrandde hij met nog twee impertinente werken. Het volgende jaar stelde hij tentoon in het Ministerie van Binnenlandse zaken van Sint-Petersburg. De opkomst was zo hoog dat men stond aan te schuiven tot op straat, nooit eerder vertoond. De reacties waren voornamelijk enthousiast en de fraai geïllustreerde catalogus vloog de deur uit. De geëxposeerde Turkestanreeks werd opgekocht voor 92.000 roebel door de rijke verzamelaar Pavel Tretjakov, die het publiek in Moskou toegang verleende. In 1881 waren 34 schilderijen uit de cyclus te zien in Wenen en het volgende jaar in Berlijn.

## Waardering
De Turkestanreeks was deels gewijd aan de militaire verovering van de kanaten van Centraal-Azië en deels aan de levensstijl, de tradities en de cultuur van de lokale bevolking. Zowel het gekozen thema als de picturale techniek waren nieuw en ongebruikelijk voor hun tijd en veroorzaakten van meet af aan een dubbelzinnige beoordeling door tijdgenoten. Voor veel kunstenaars (waaronder Vassili Perov, Pavel Tsjistjakov en Ilja Repin) leken de werken vreemd aan de Russische kunst, maar na verloop van tijd beschouwde een schilder als Ivan Kramskoj het net als een nieuw hoogtepunt van de Russische school. Het meest controversieel was de wijze waarop Veresjtsjagin de strijd in beeld bracht en die hij nog verder zou drijven in de Russisch-Turkse Oorlog (1877-1878). Hij was nochtans geen dogmatisch pacifist. In zijn ogen waren kleine oorlogen nodig om vooruitgang te brengen voor de lokale bevolking, maar hij weigerde de wreedheden waarmee ze gepaard gingen te sentimentaliseren of te verheerlijken.

## Studies 1867-1868

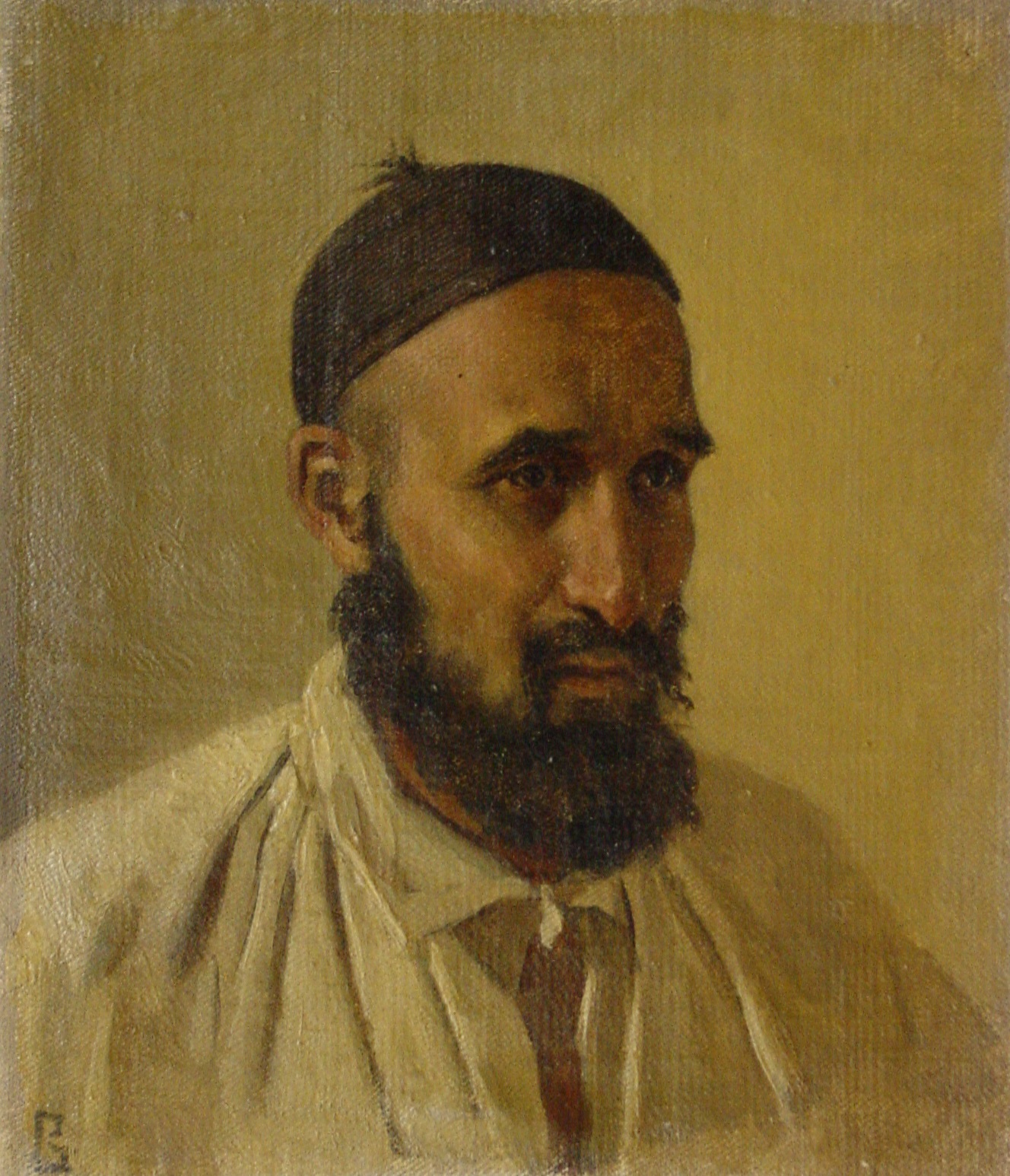
Tataar uit de gevangenis van Orenburg
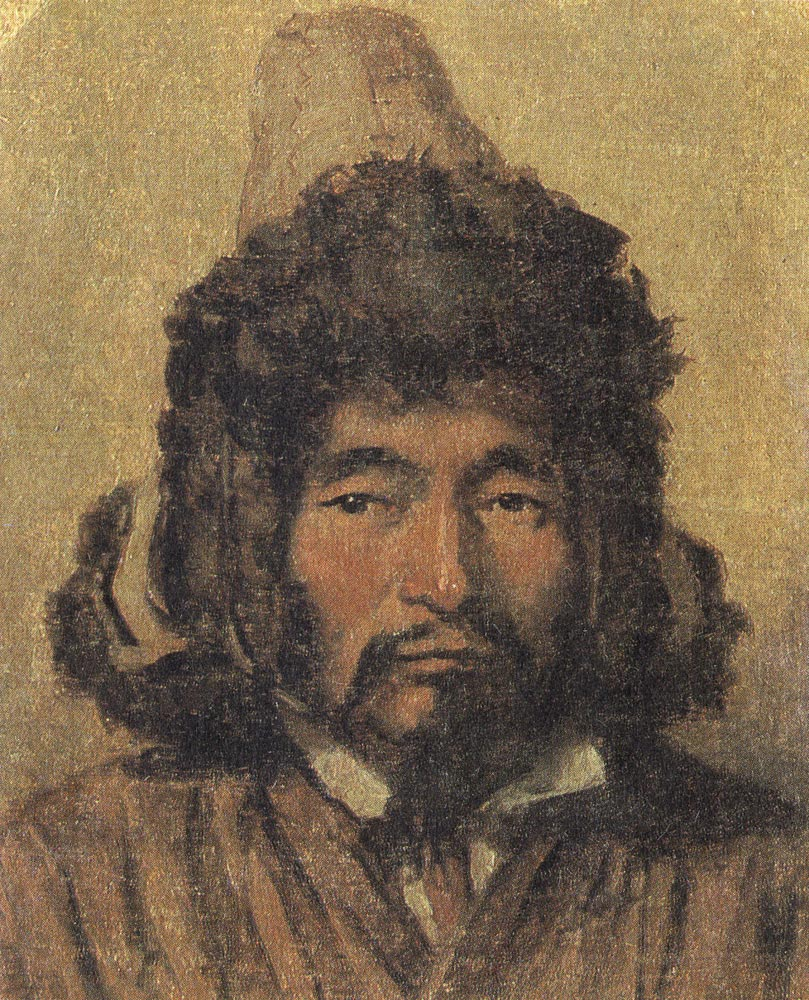
Kazach in een bontmuts
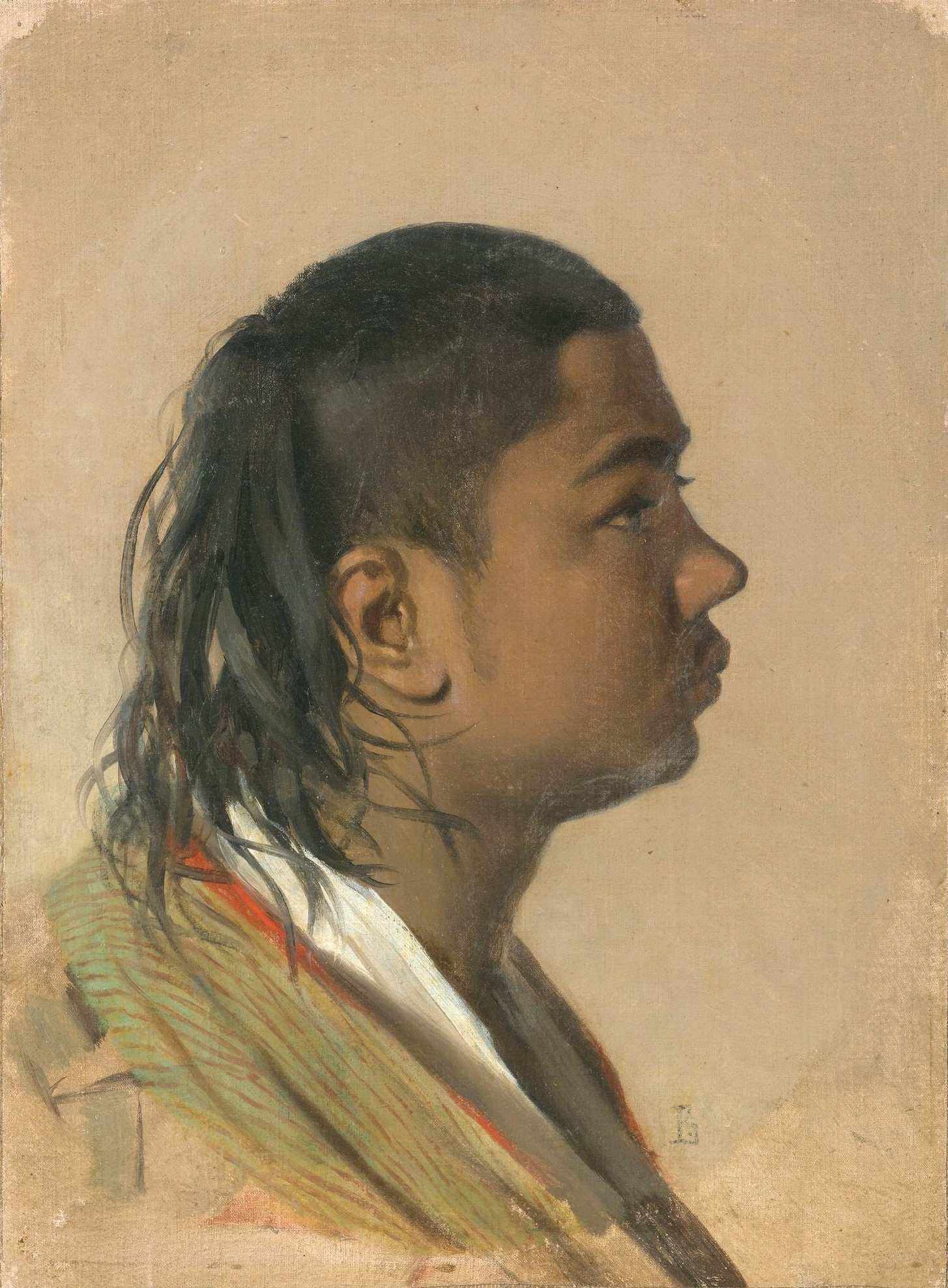
Oezbeekse jongen
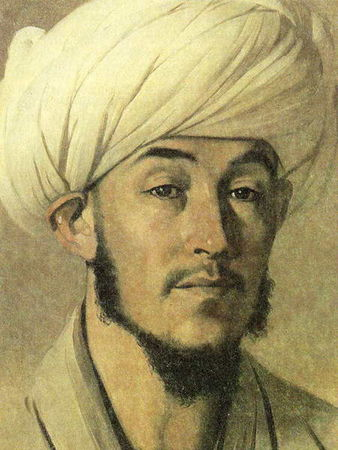
Portret van een man in een witte tulband
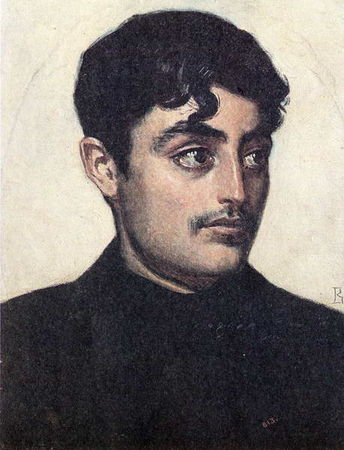
Hoofd van een jonge man
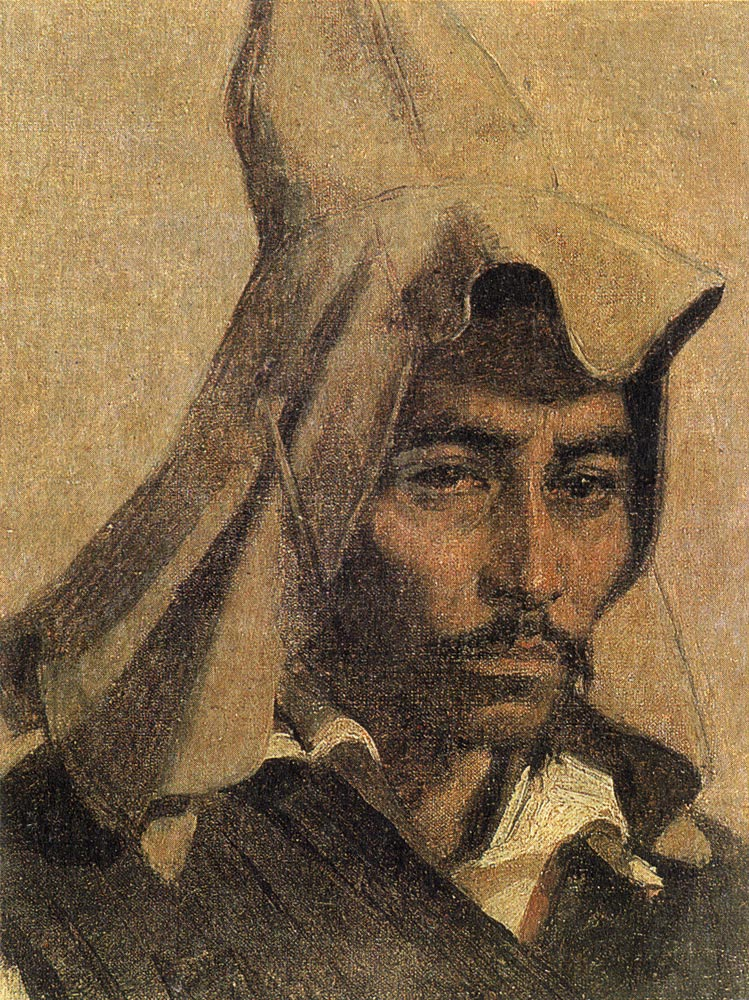
Kazach in nationale hoofdtooi
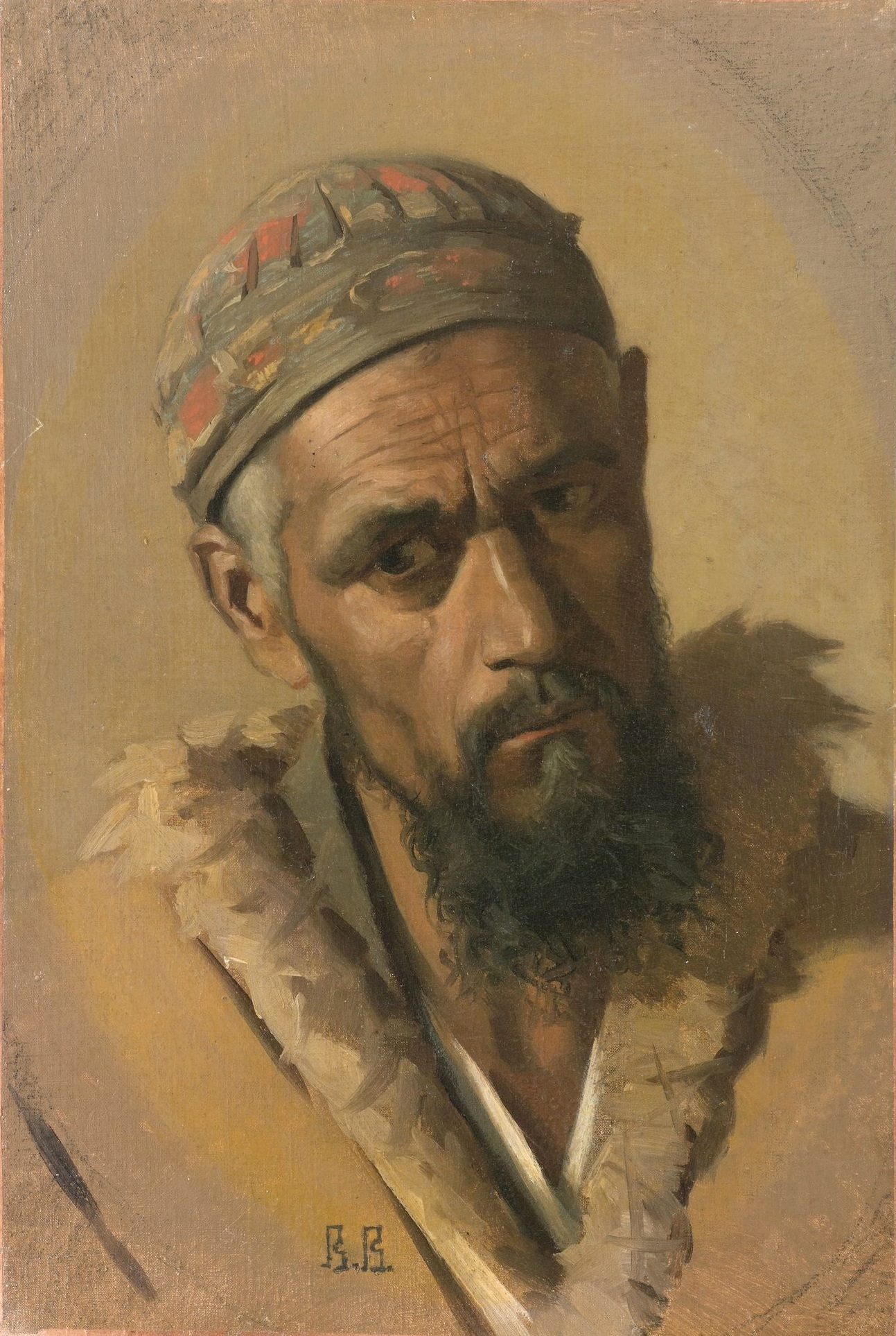
Lully (zigeuner)
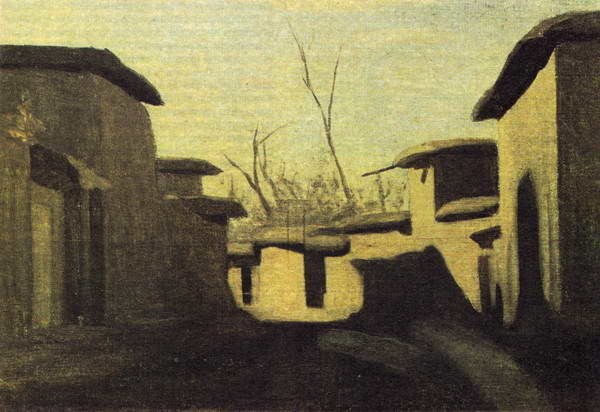
Straat van een Centraal-Aziatische stad
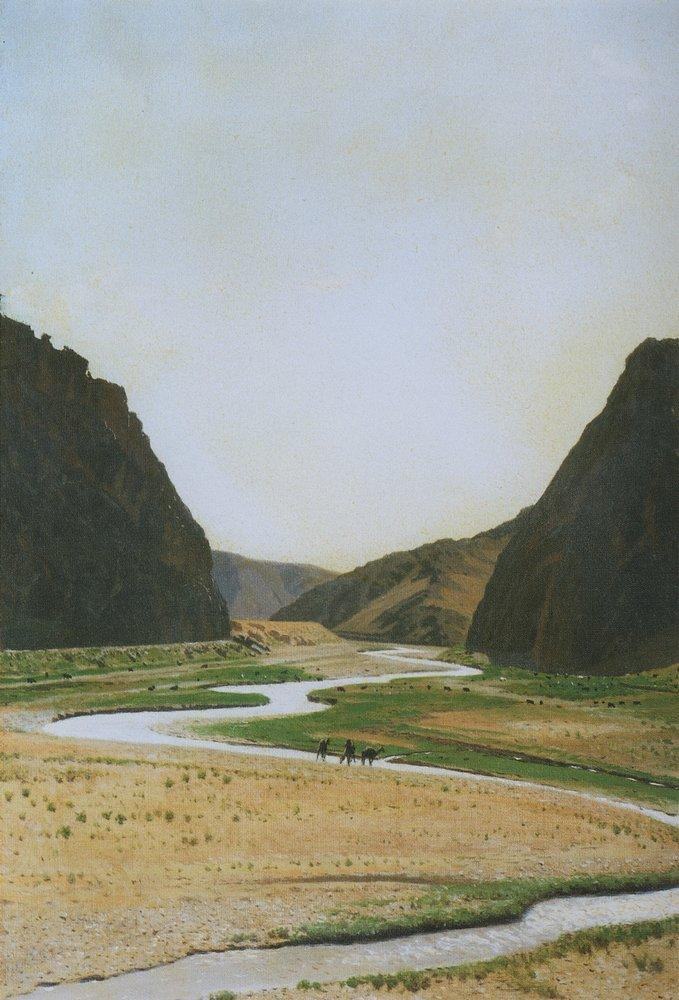
De Poort van Timoer Lenk
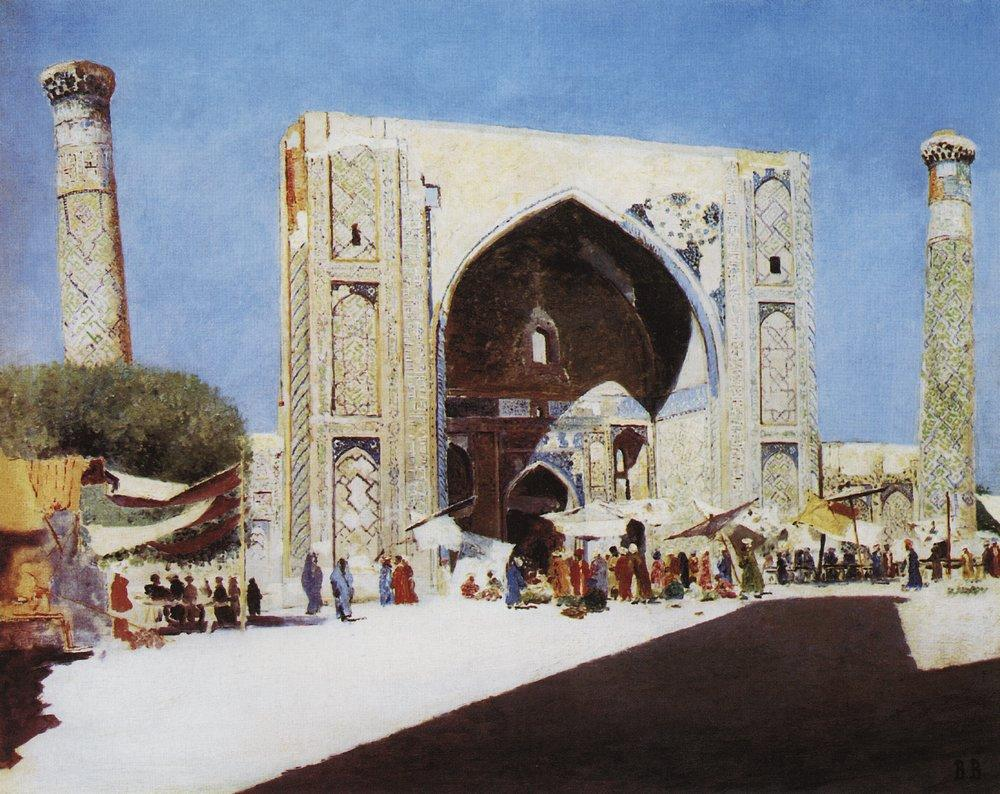
Samarkand
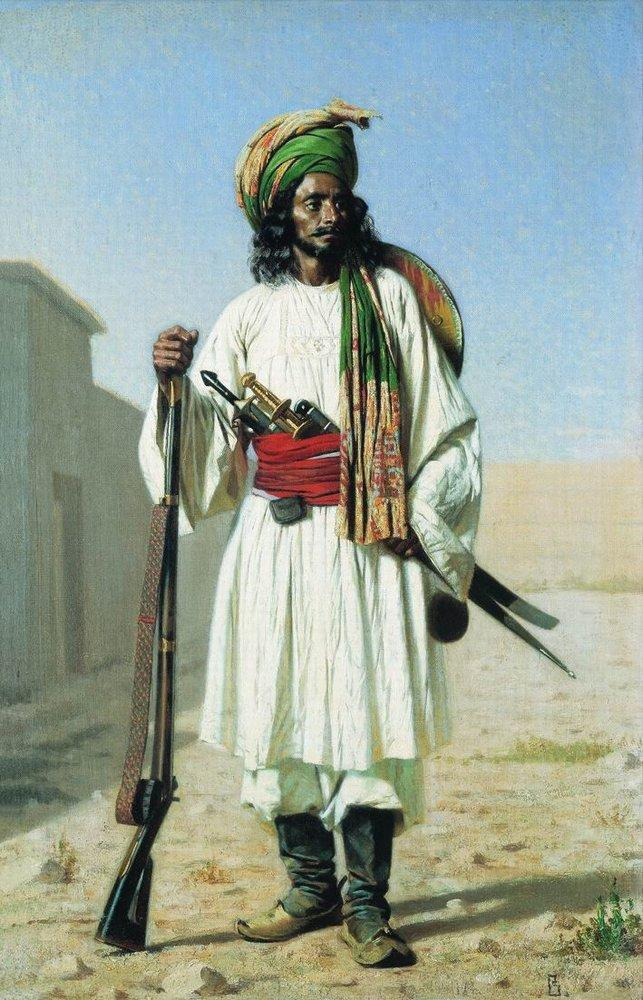
Afghaan

## Schilderijen na de eerste reis (1868)

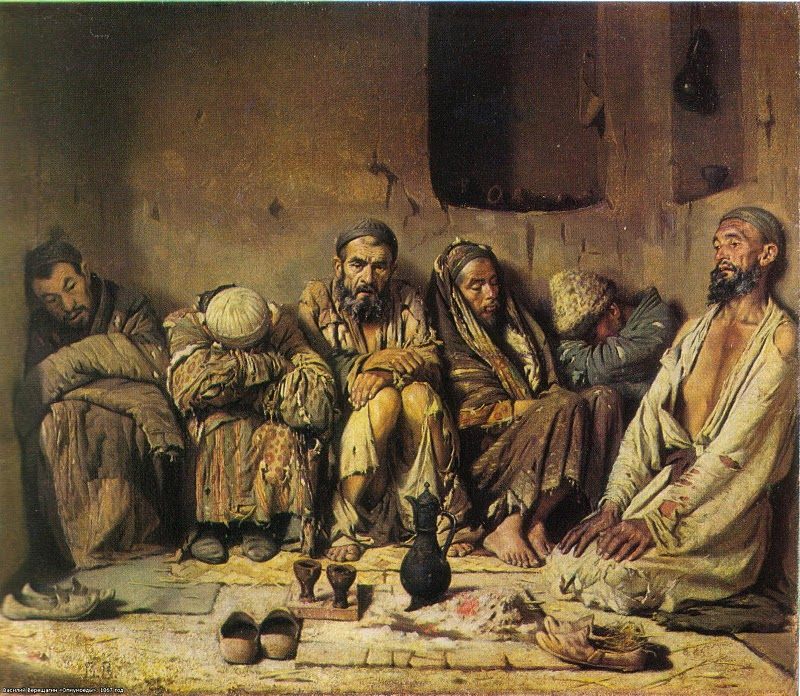
De opiumeters
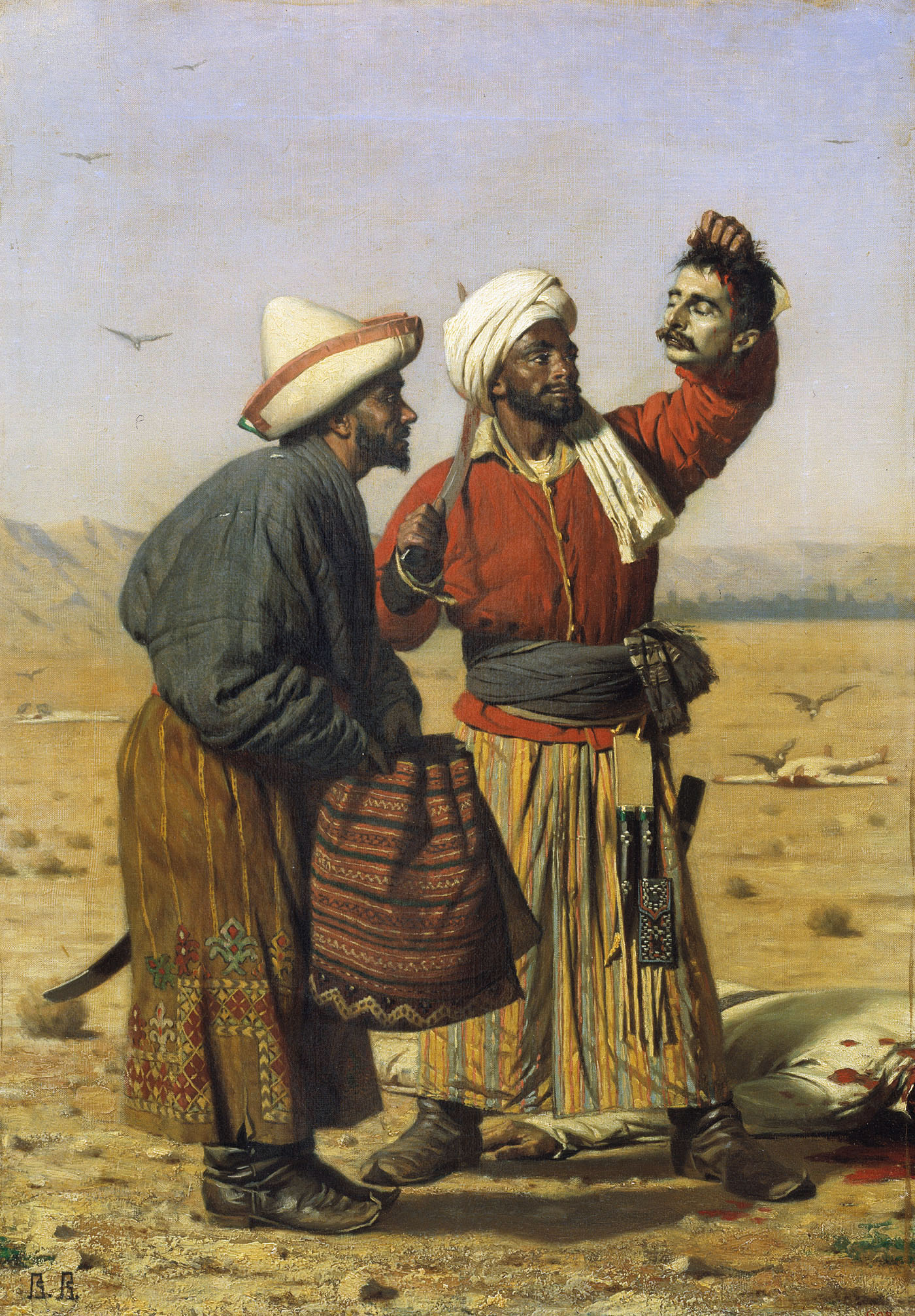
Na de overwinning
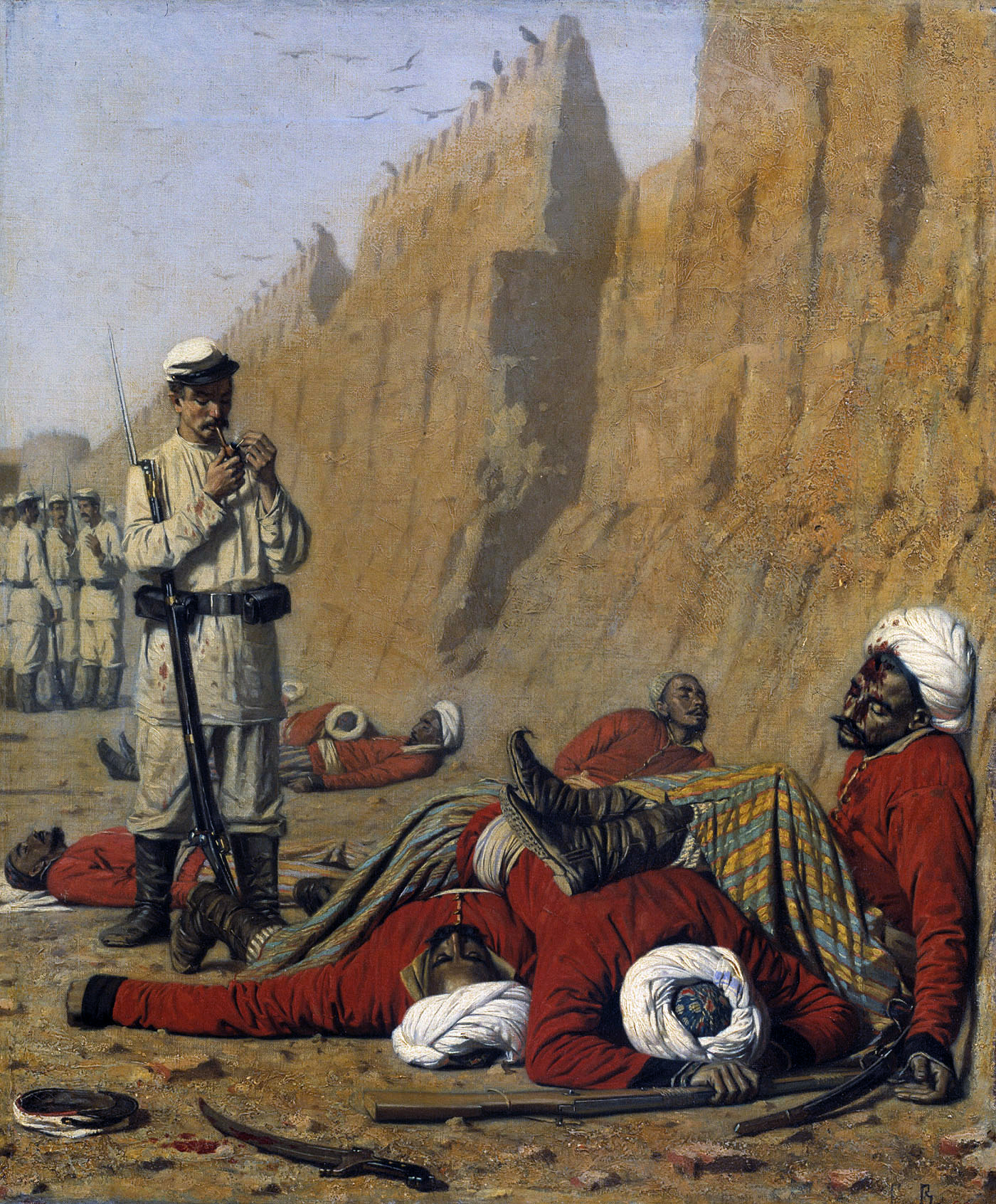
Na de nederlaag

## Studies 1869

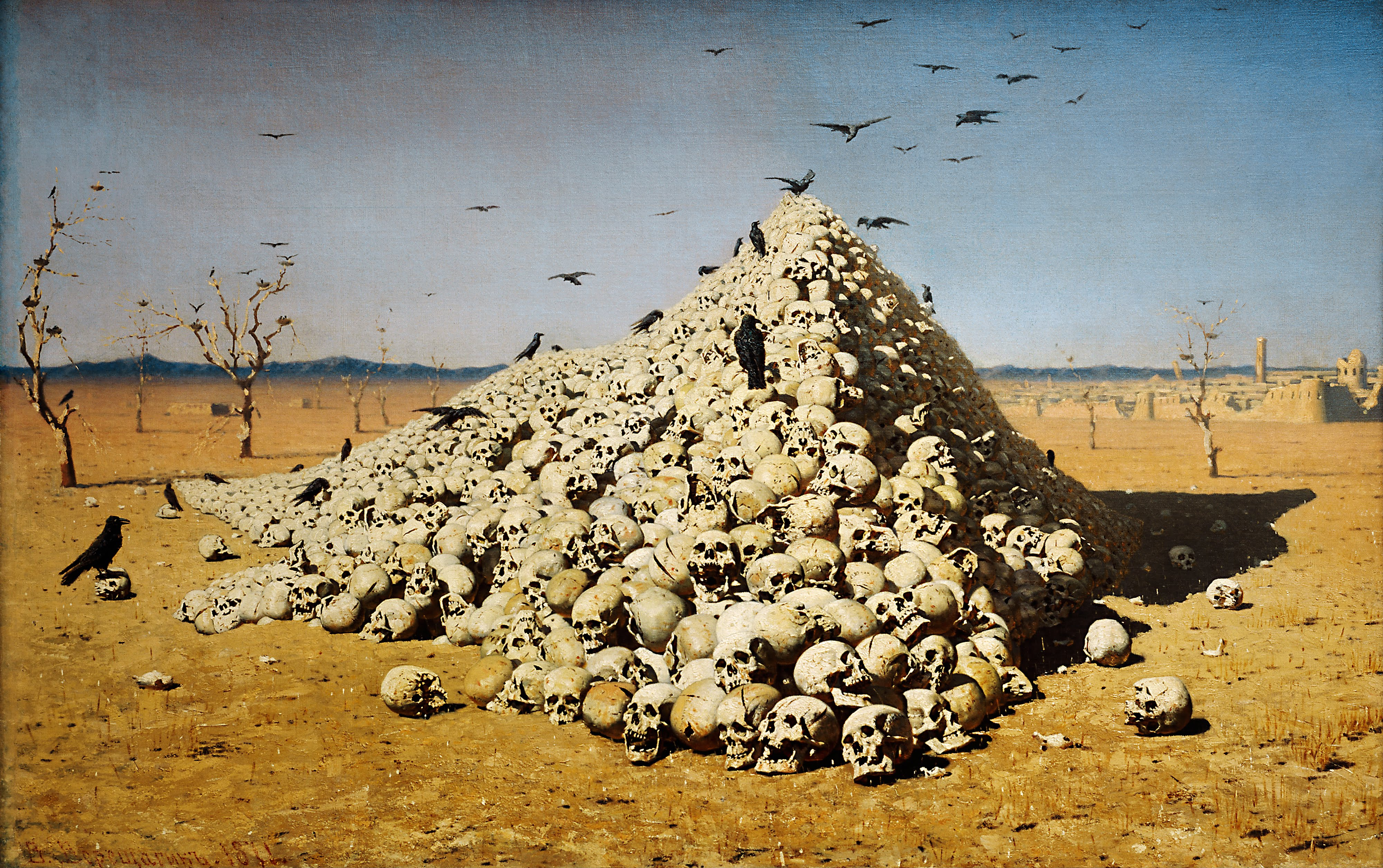
Apotheose van oorlog
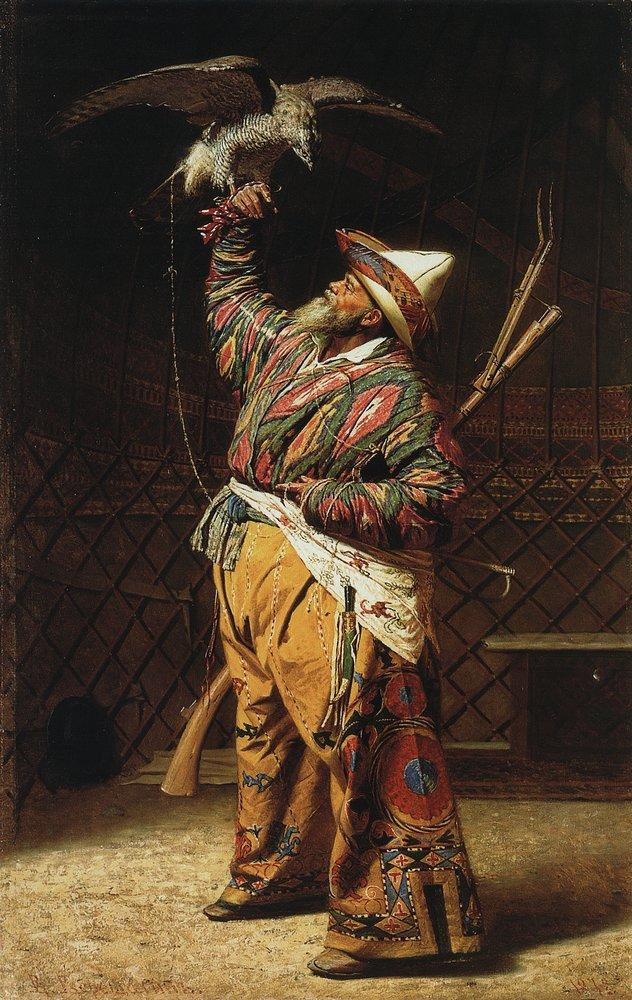
Rijke Kirgizische jager met een havik
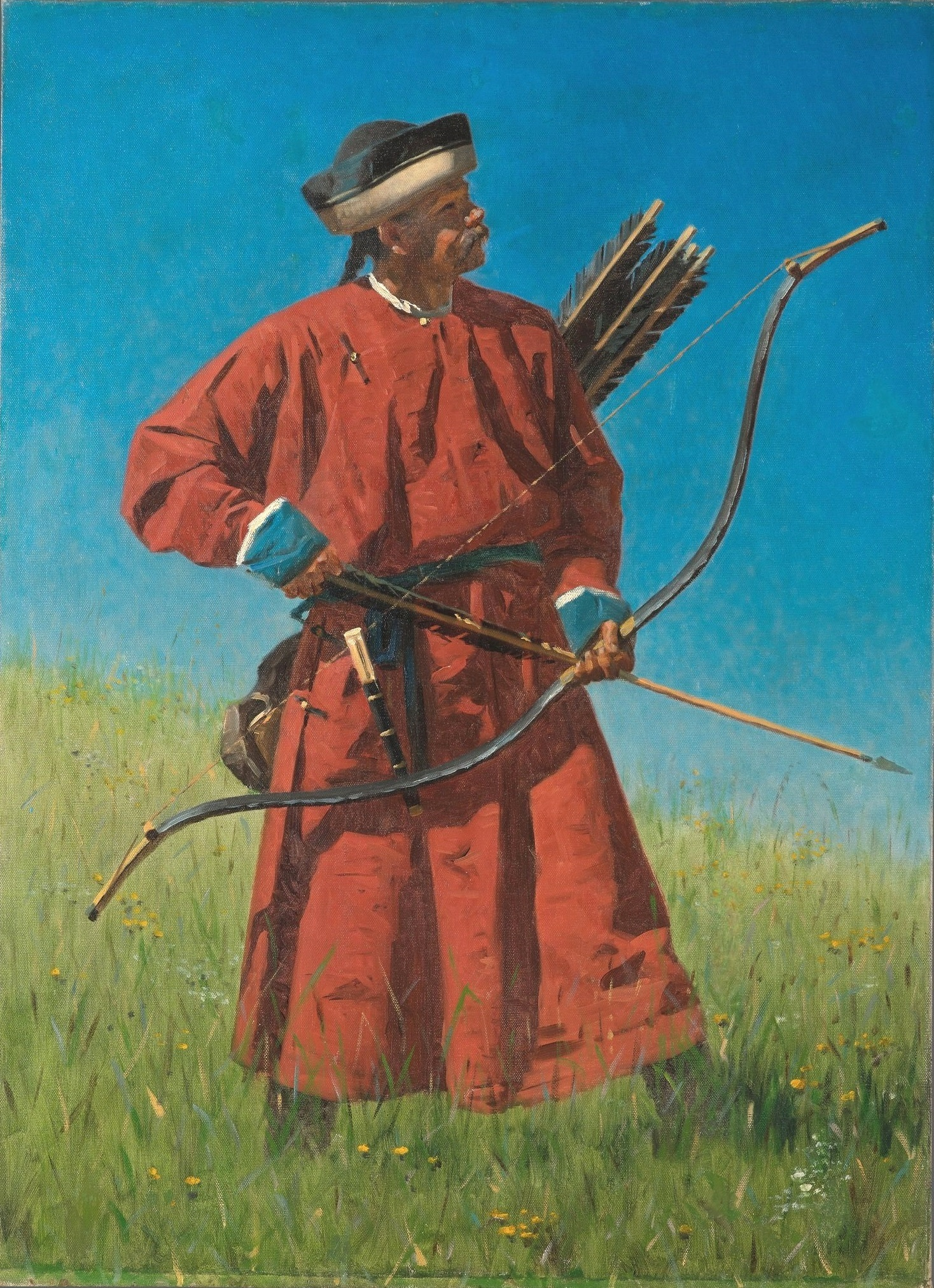
Buchaarse soldaat
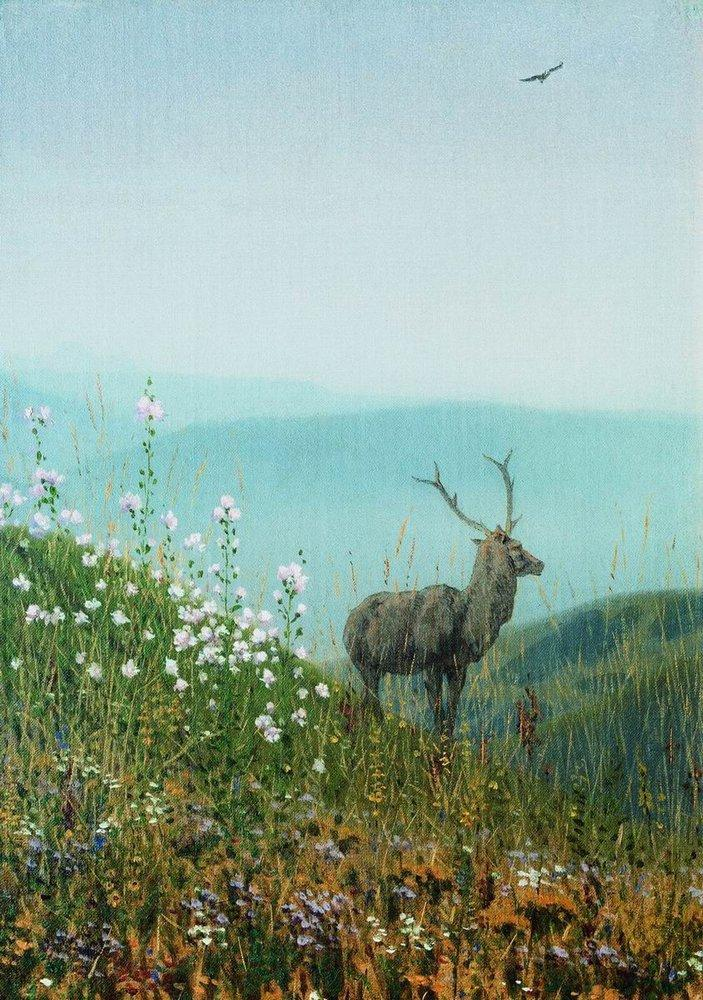
In het Altaj-gebergte
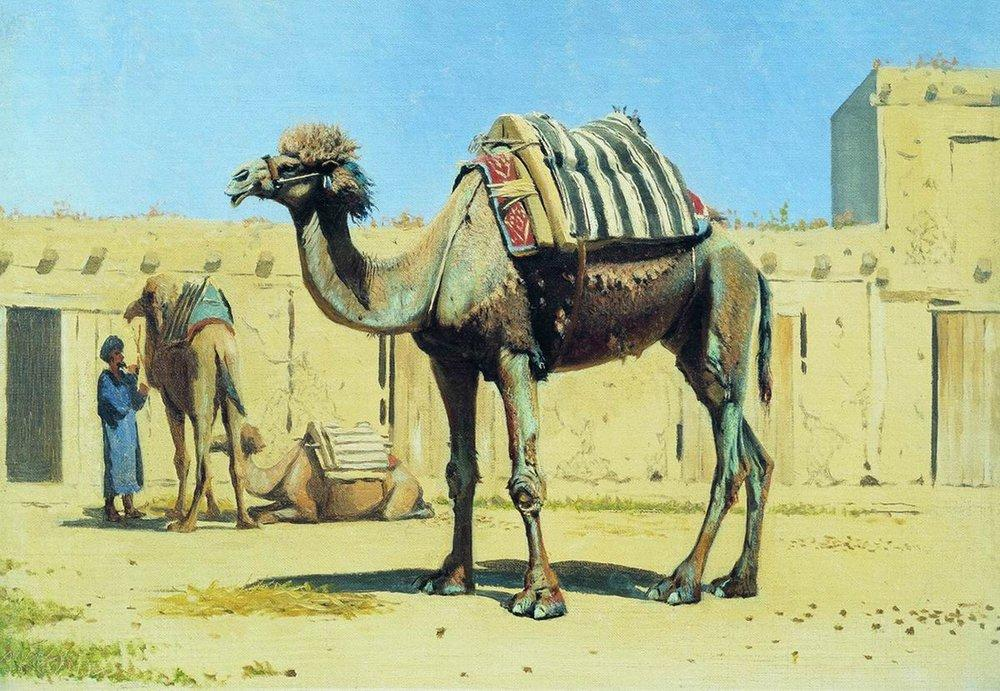
Kameel op de binnenplaats van de karavanserai
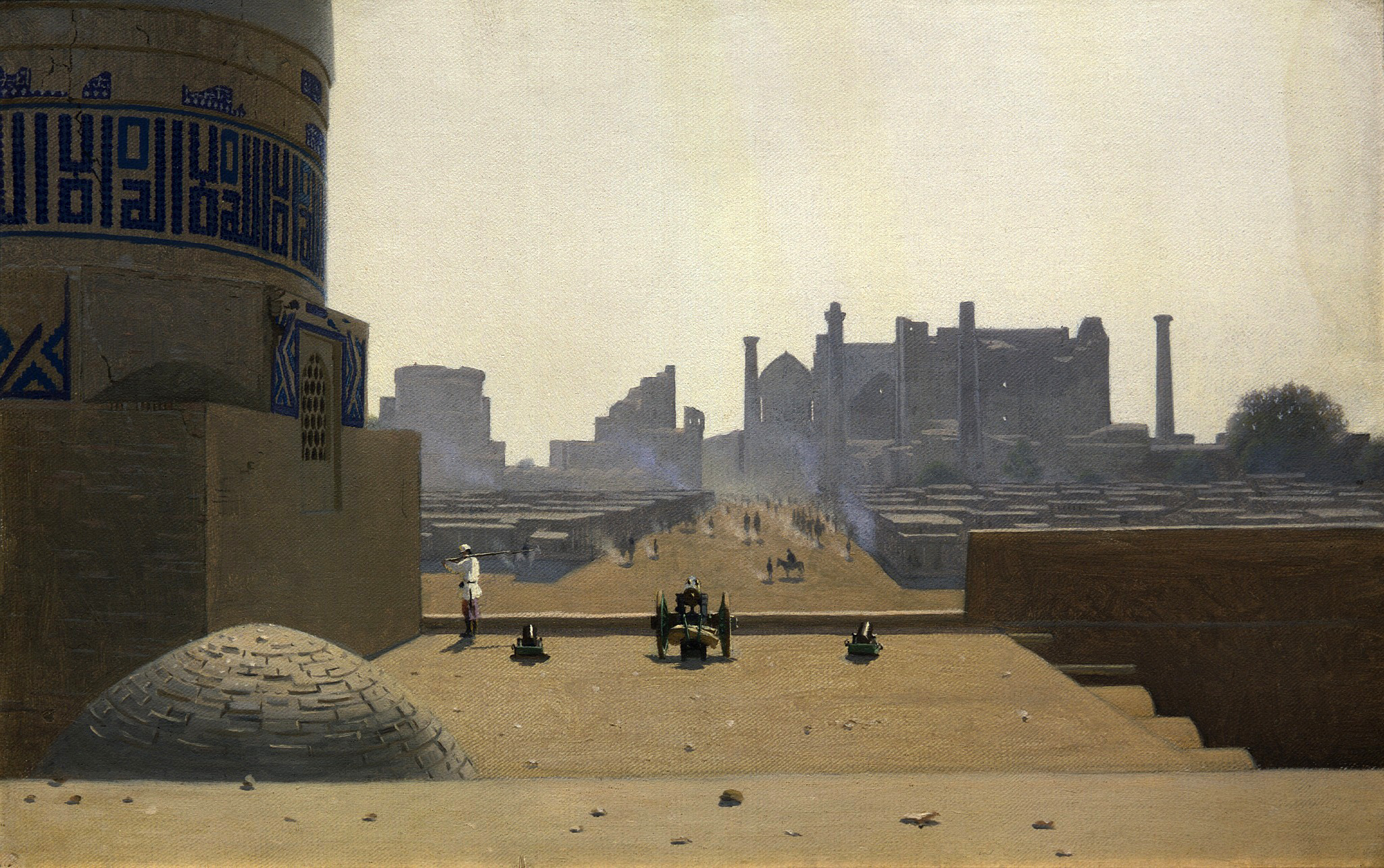
Hoofdstraat van Samarkand vanaf de top van de citadel in de vroege ochtend
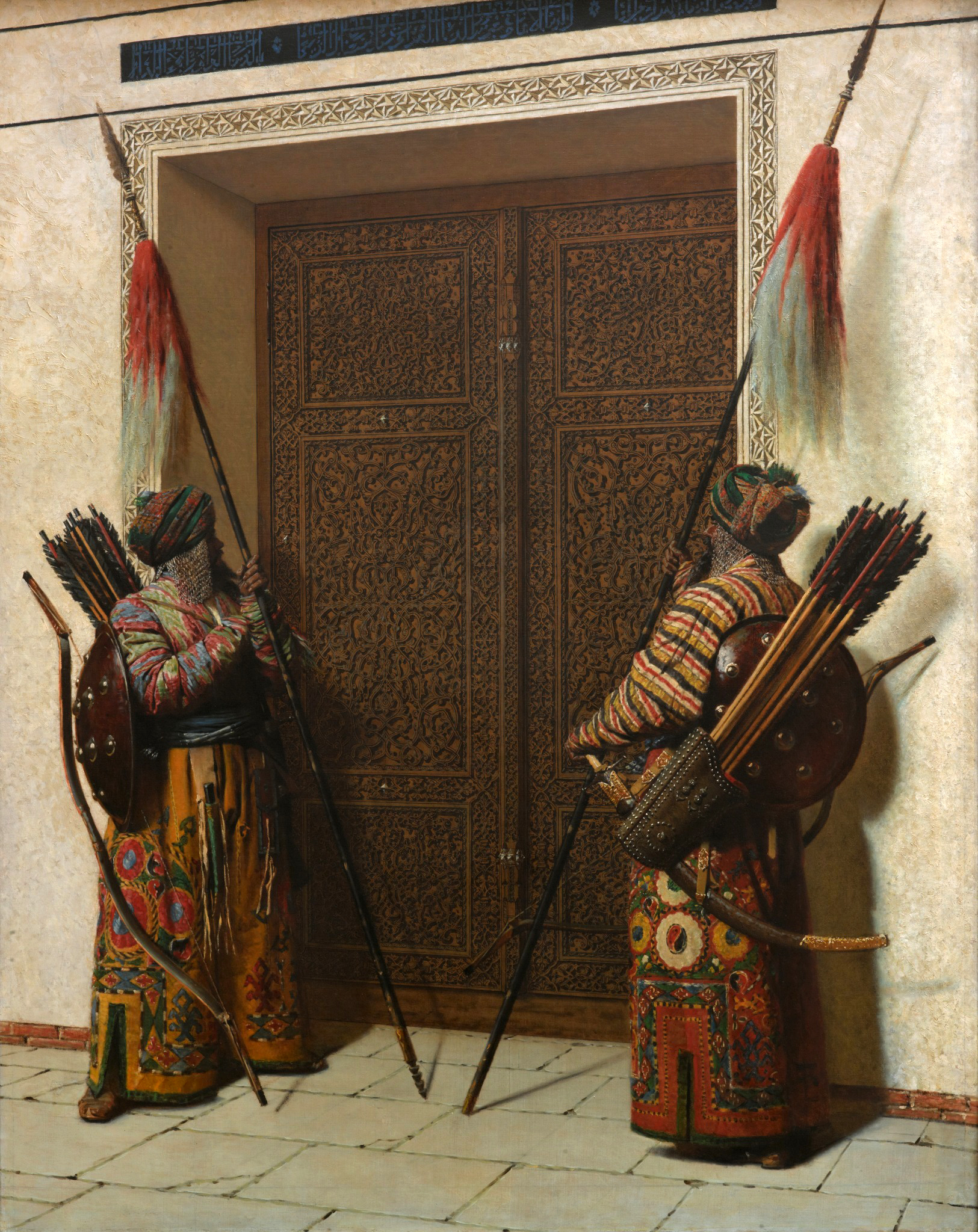
Poorten van Timoer
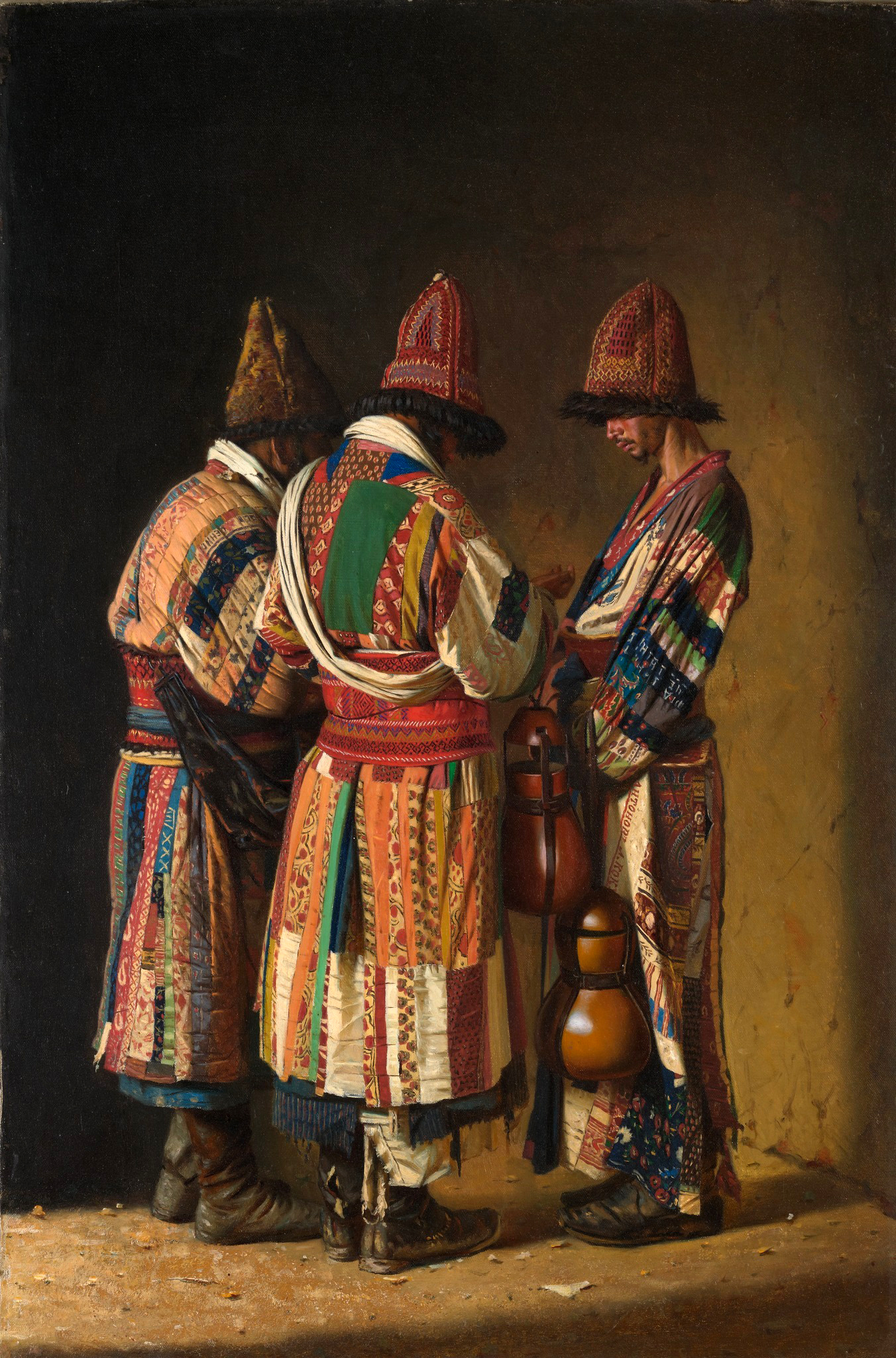
Derwisjen in feestelijke outfits
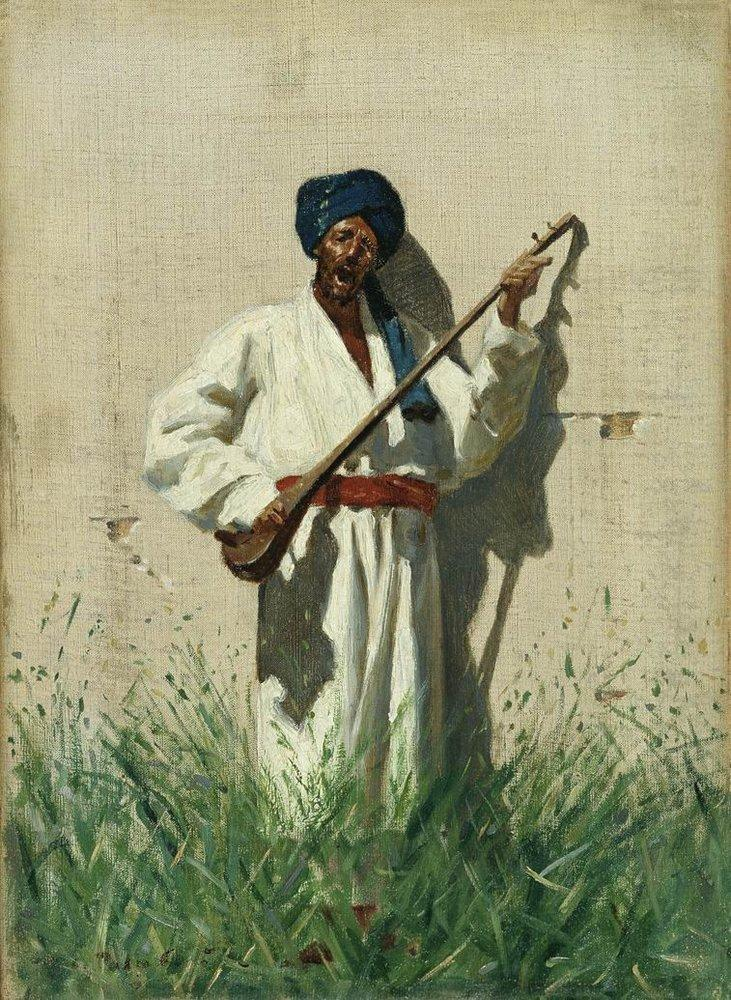
Doubtarian (volgens de catalogus, Oezbeeks lied)
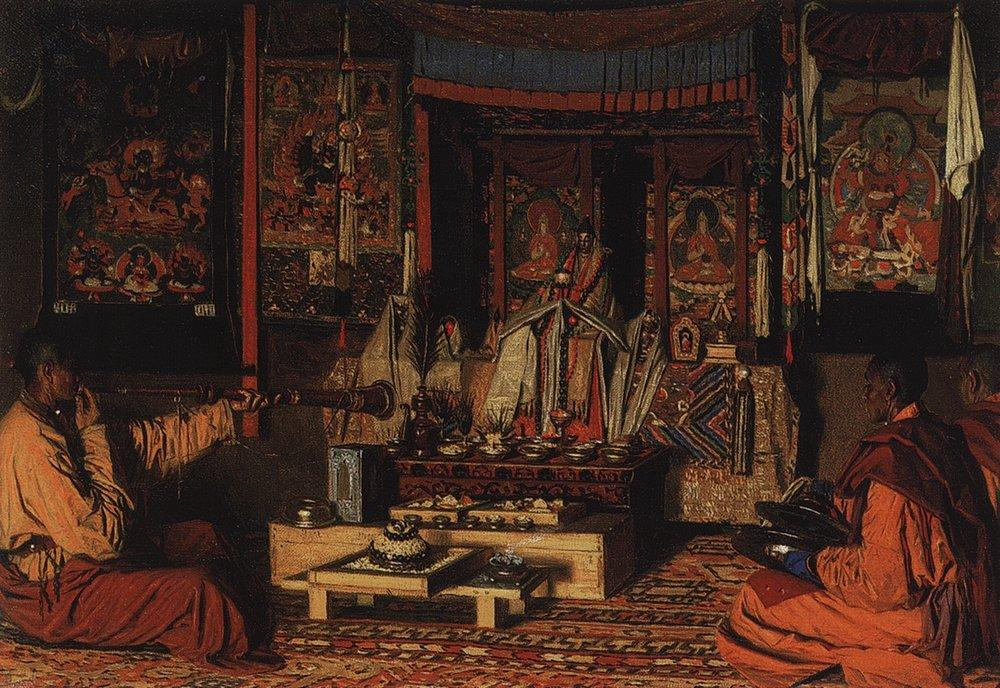
Kalmukse kapel
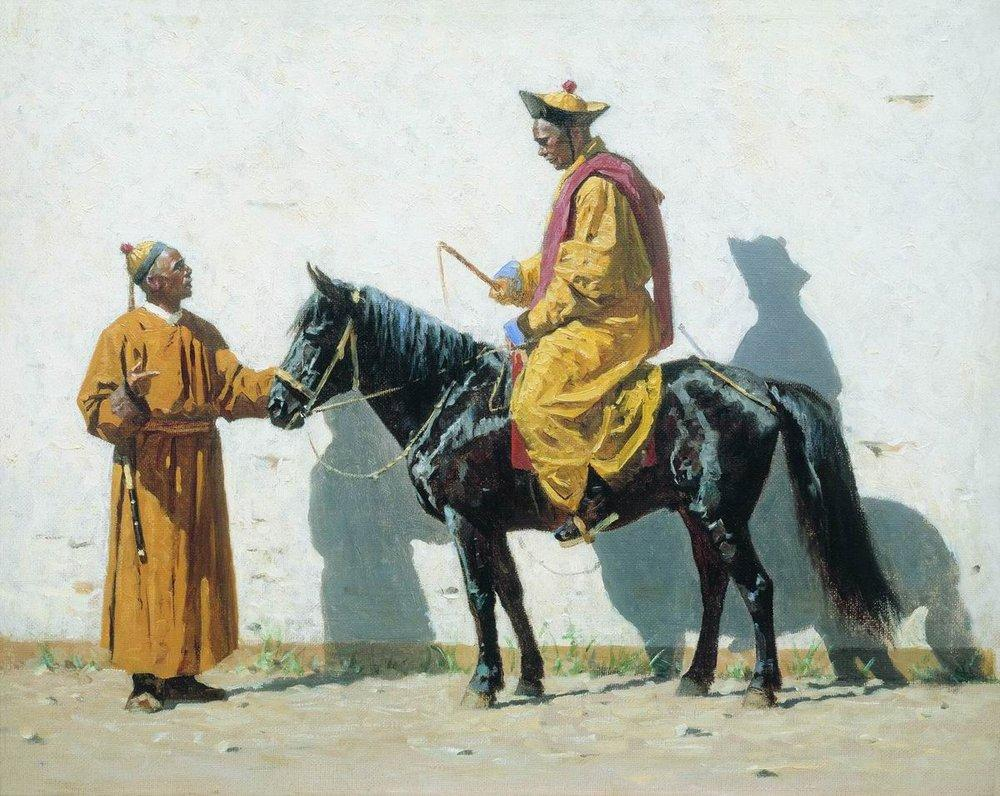
Kalmukse Lama
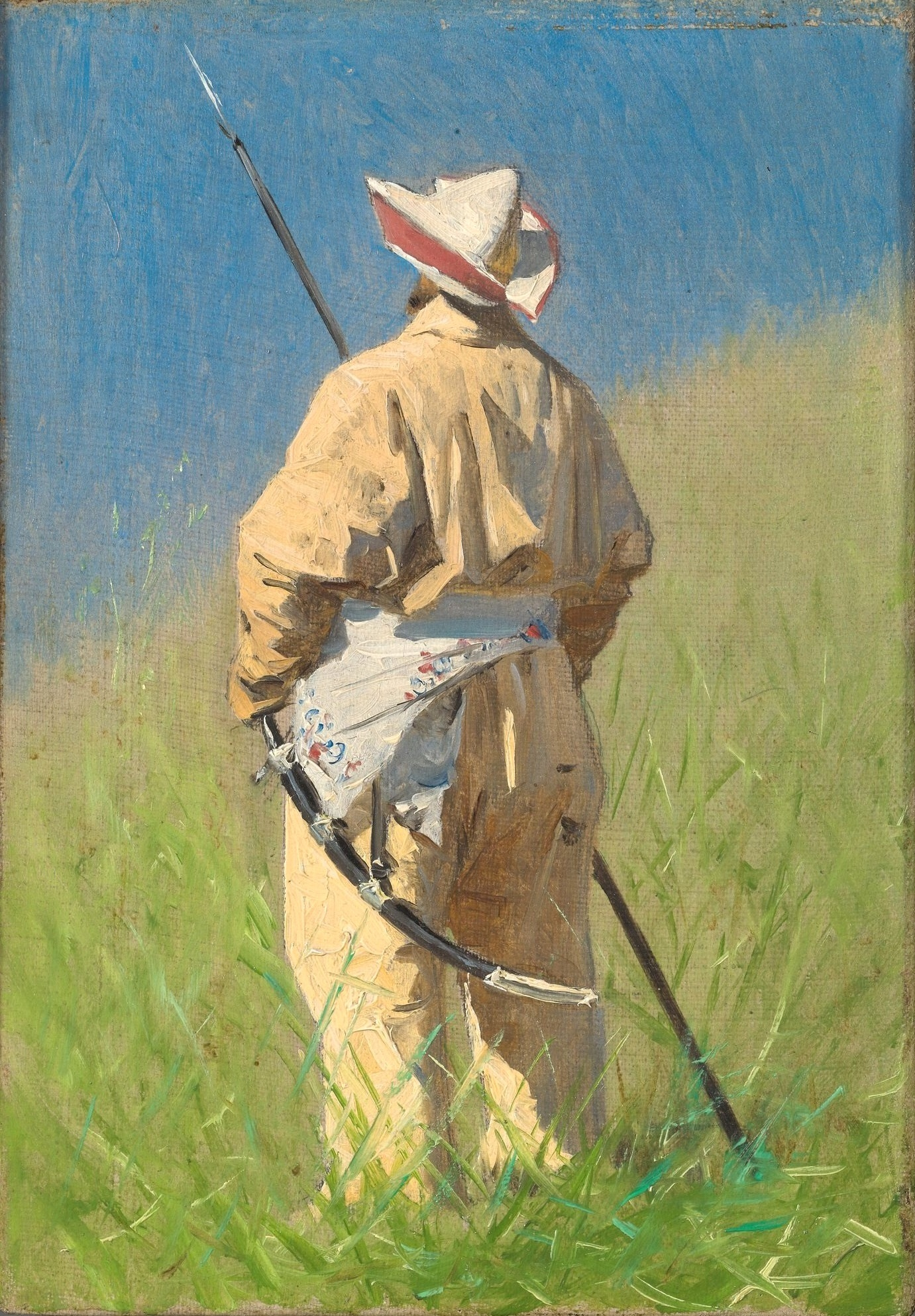
Kirgiezen
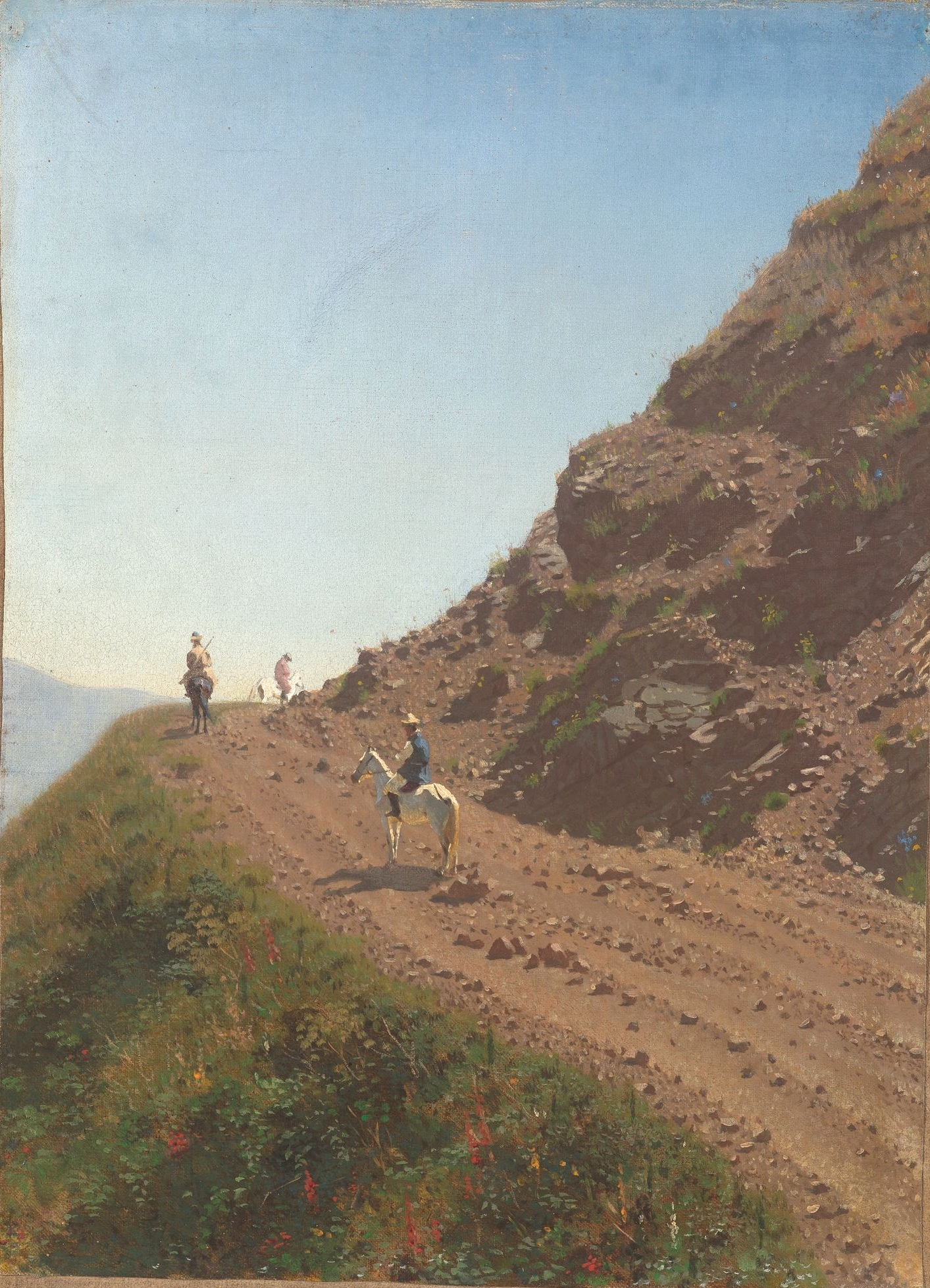
Nomadenroute in het Altaj-gebergte
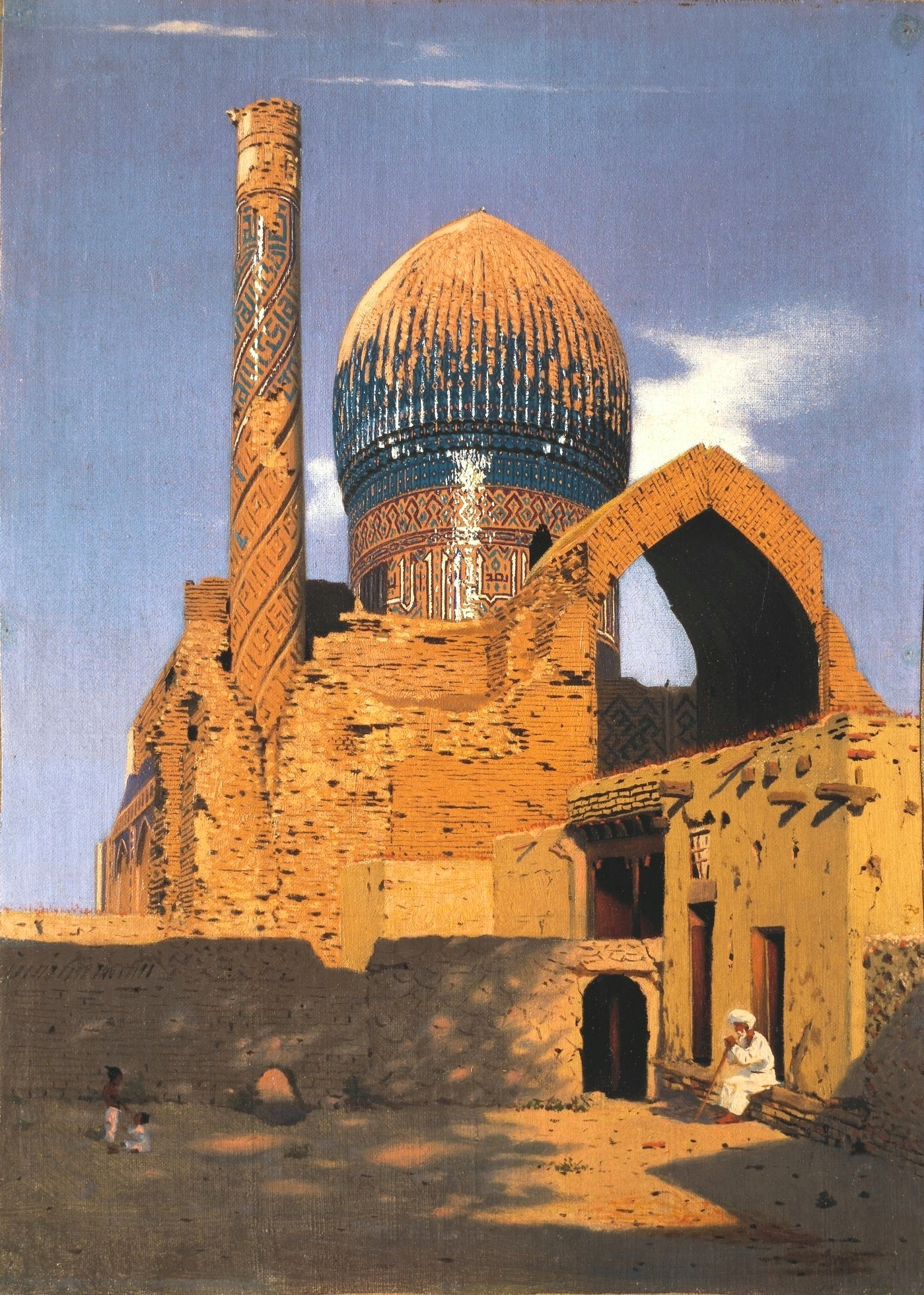
Gour Emir Mausoleum, Samarkand
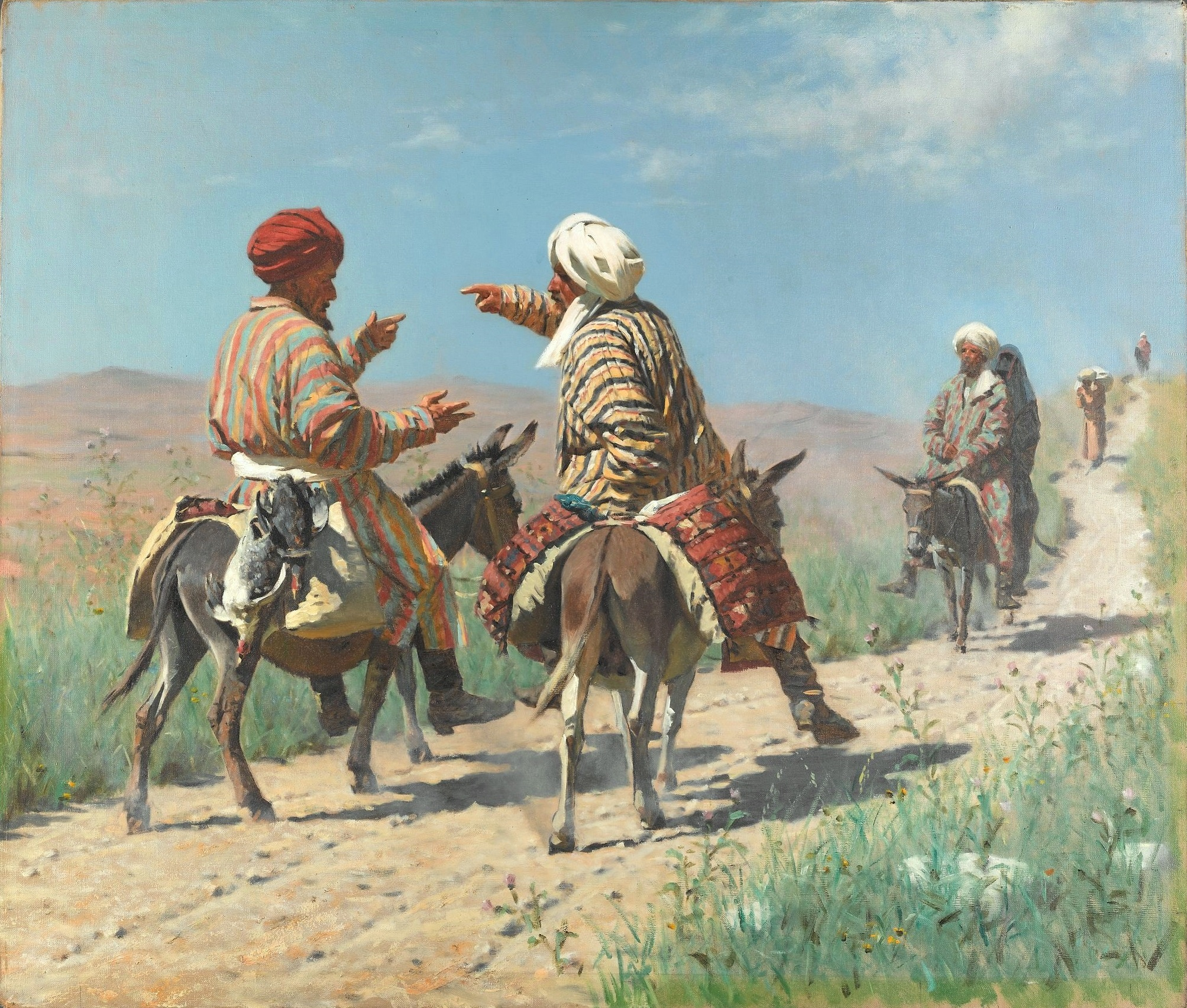
Mullah Rakhim en Mullah Kerim op weg naar de bazaarruzie
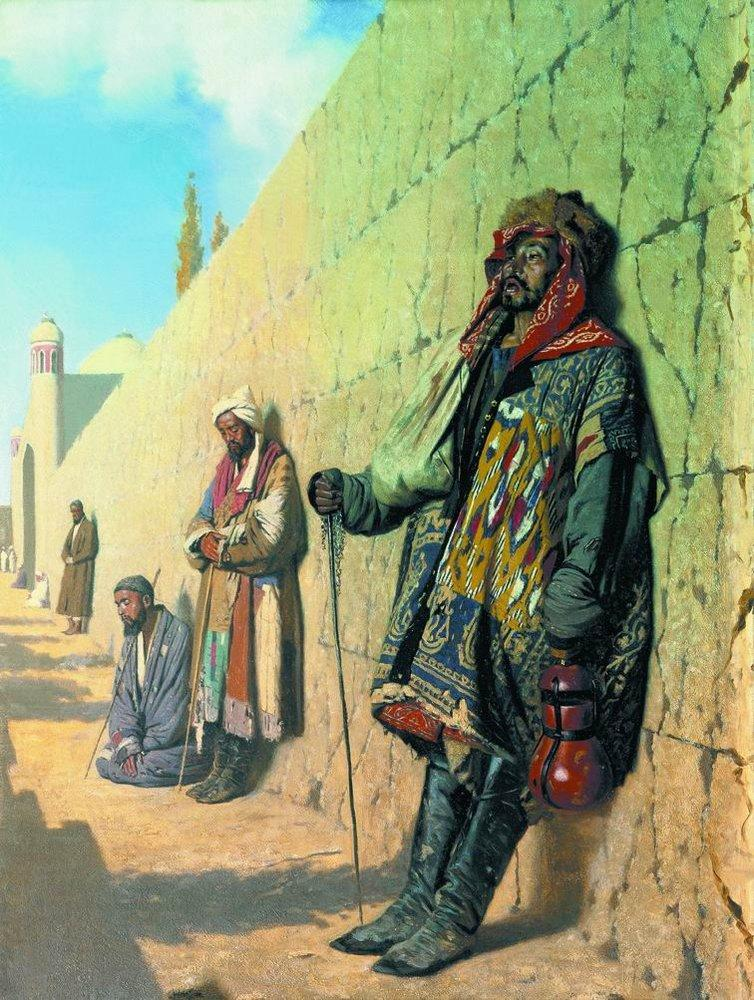
Bedelaars van Samarkand
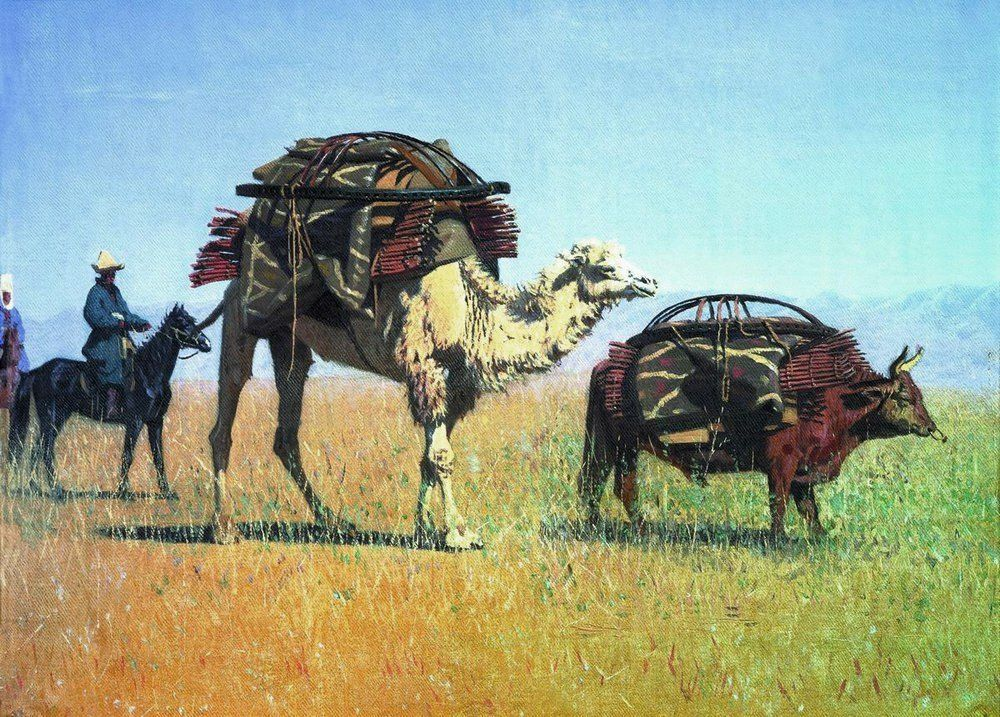
Kampwisseling tussen Kirgiezen
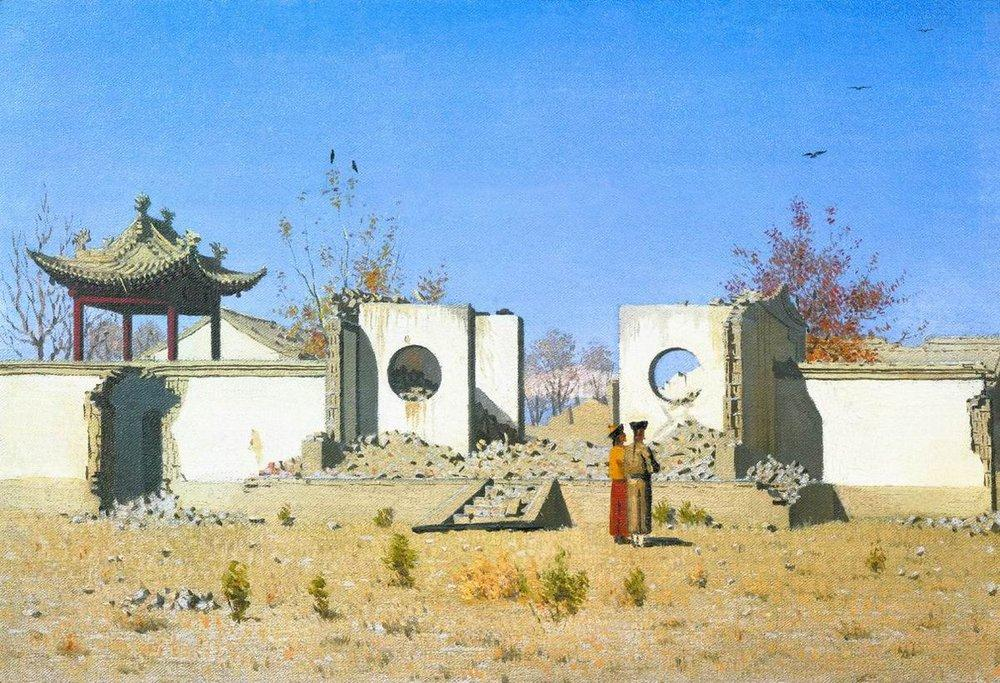
Ruïne van de Chinese tempel. Akkent
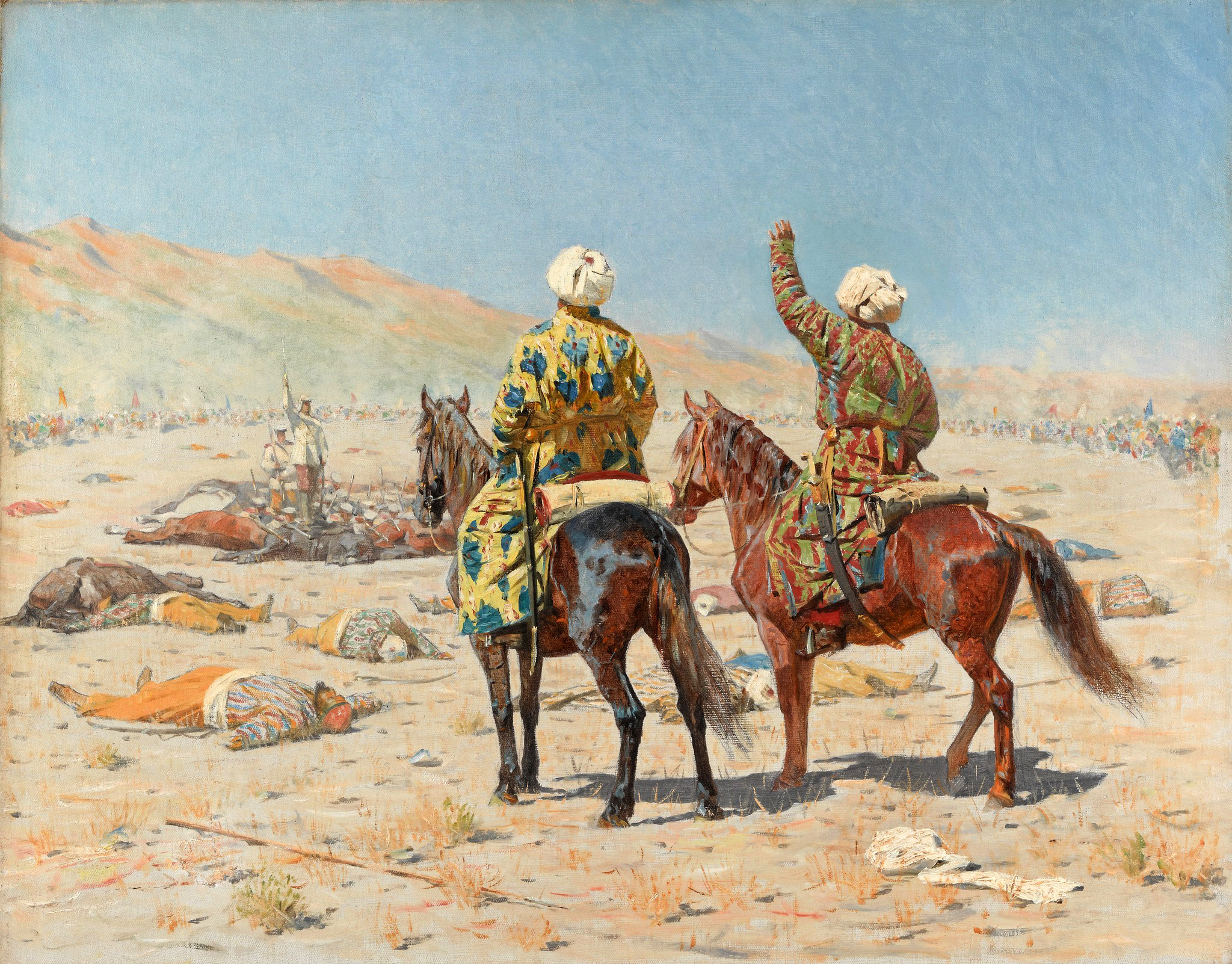
Parlementariërs : Tot ziens! Ga weg!
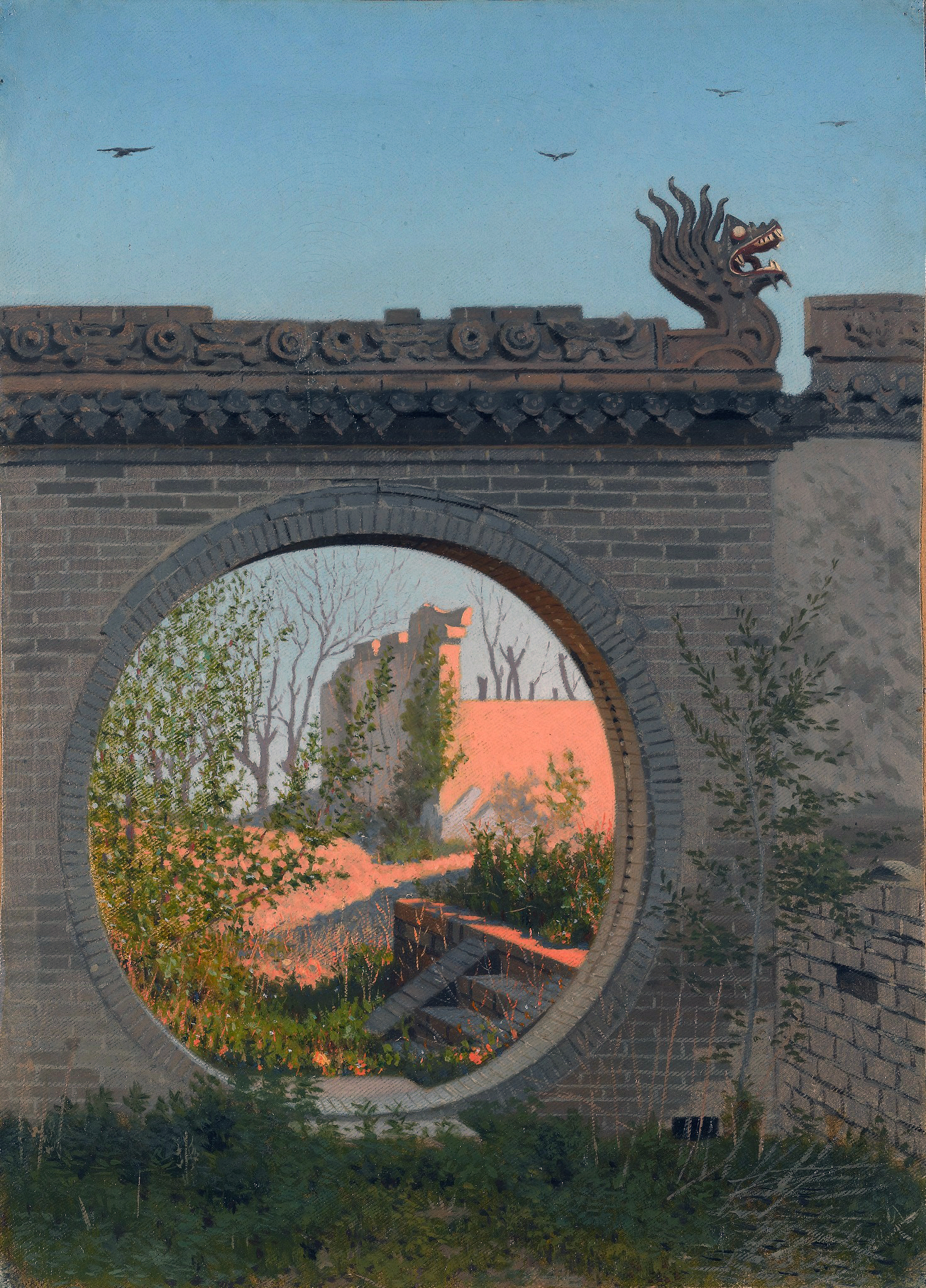
Tuinpoort bij Tacheng
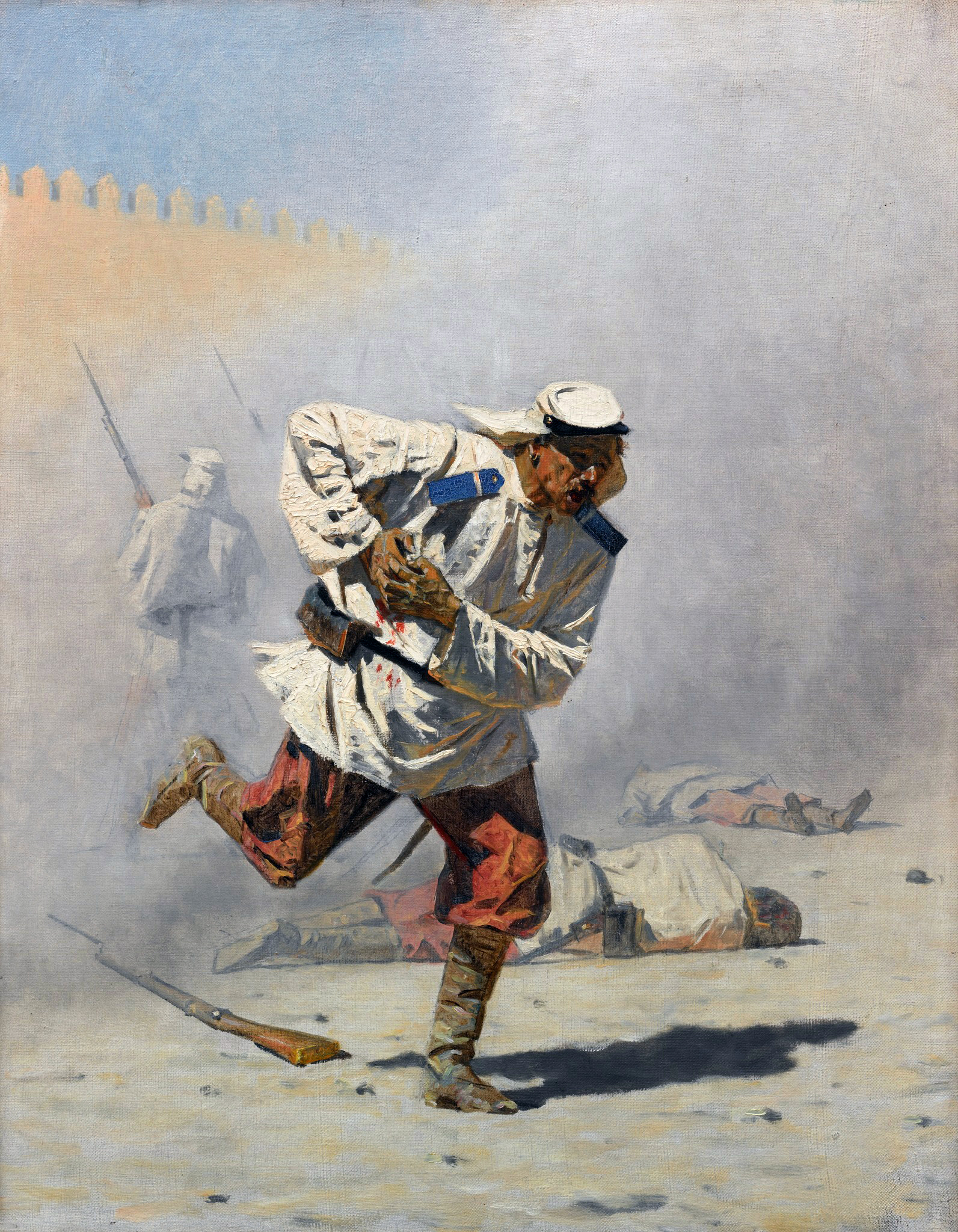
Dodelijk gewond
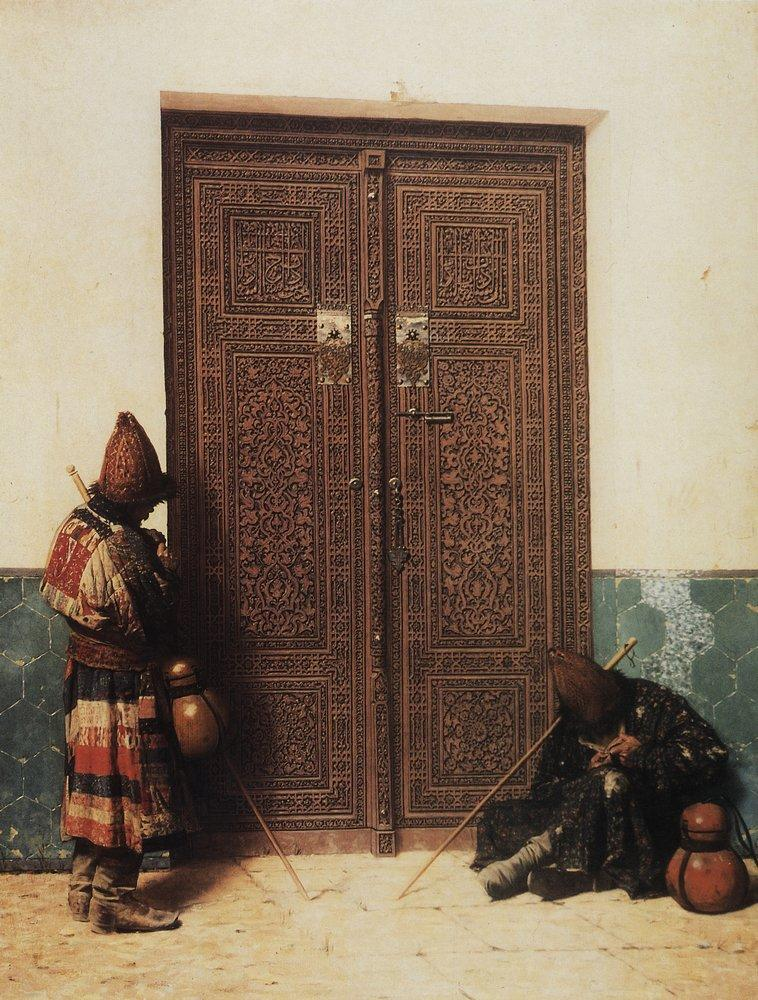
Aan de deur van de moskee
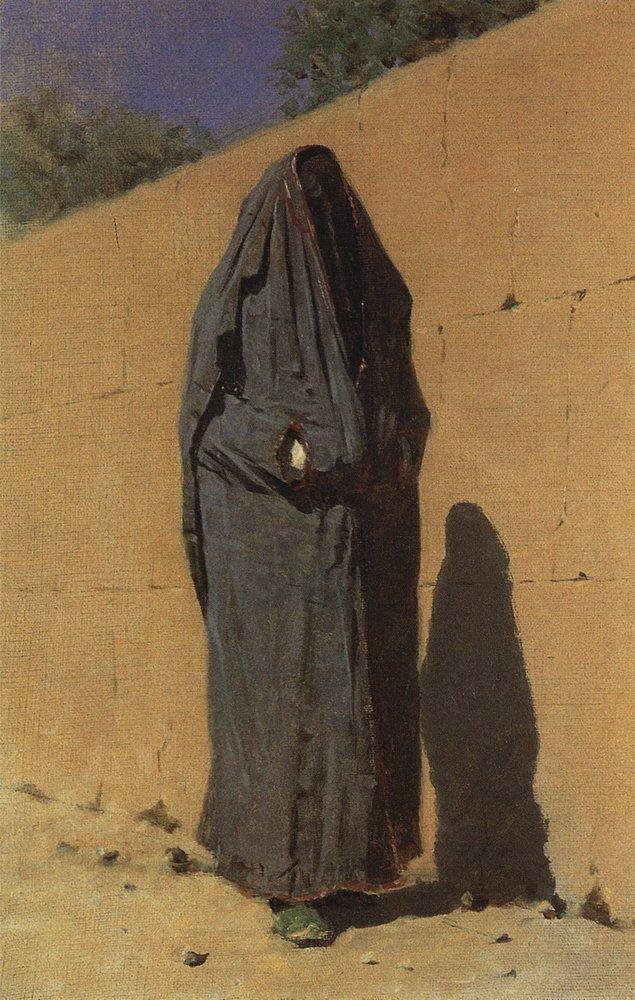
Oezbeekse vrouw in Tasjkent

## Poèmes barbares

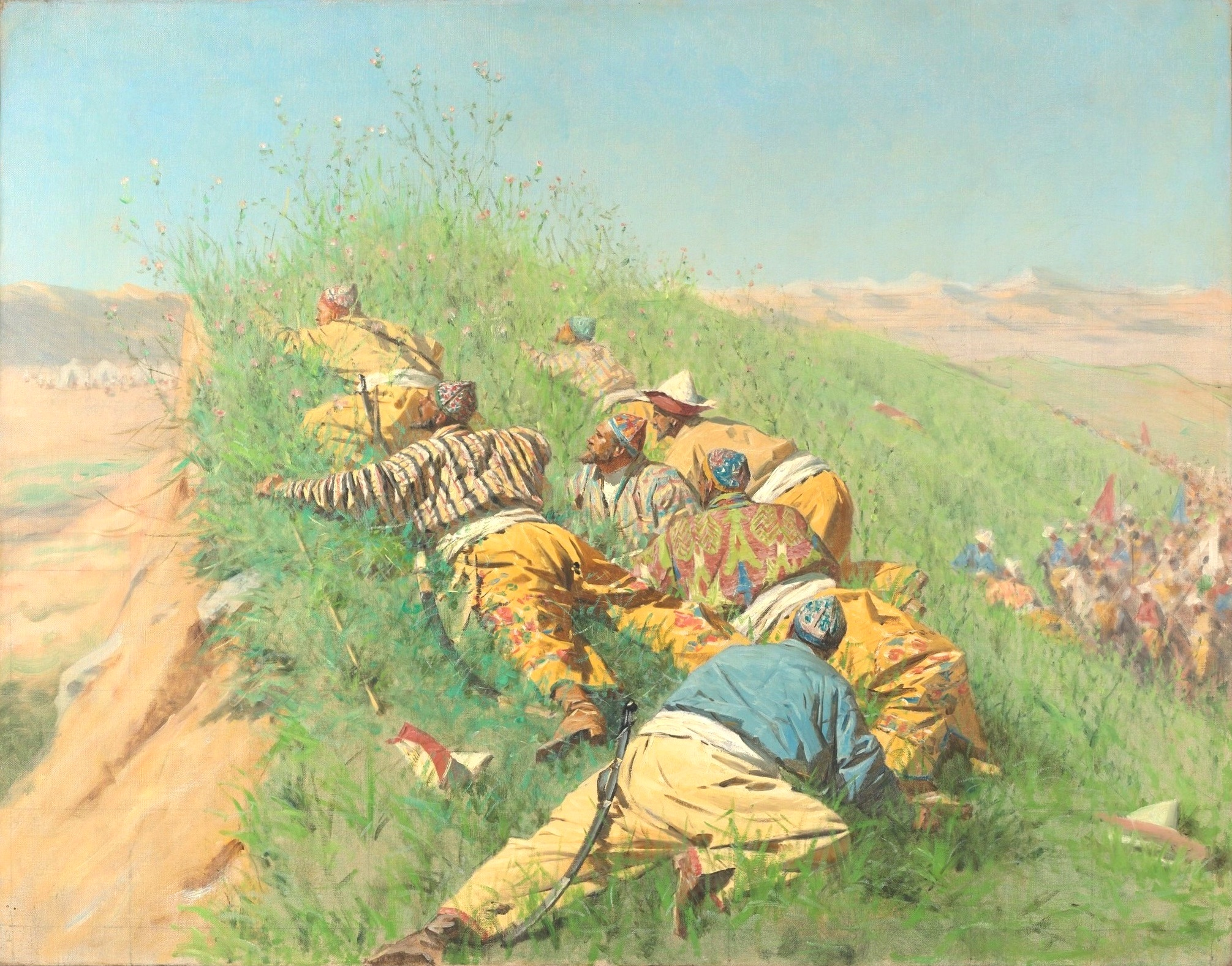
De uitkijk (1873)
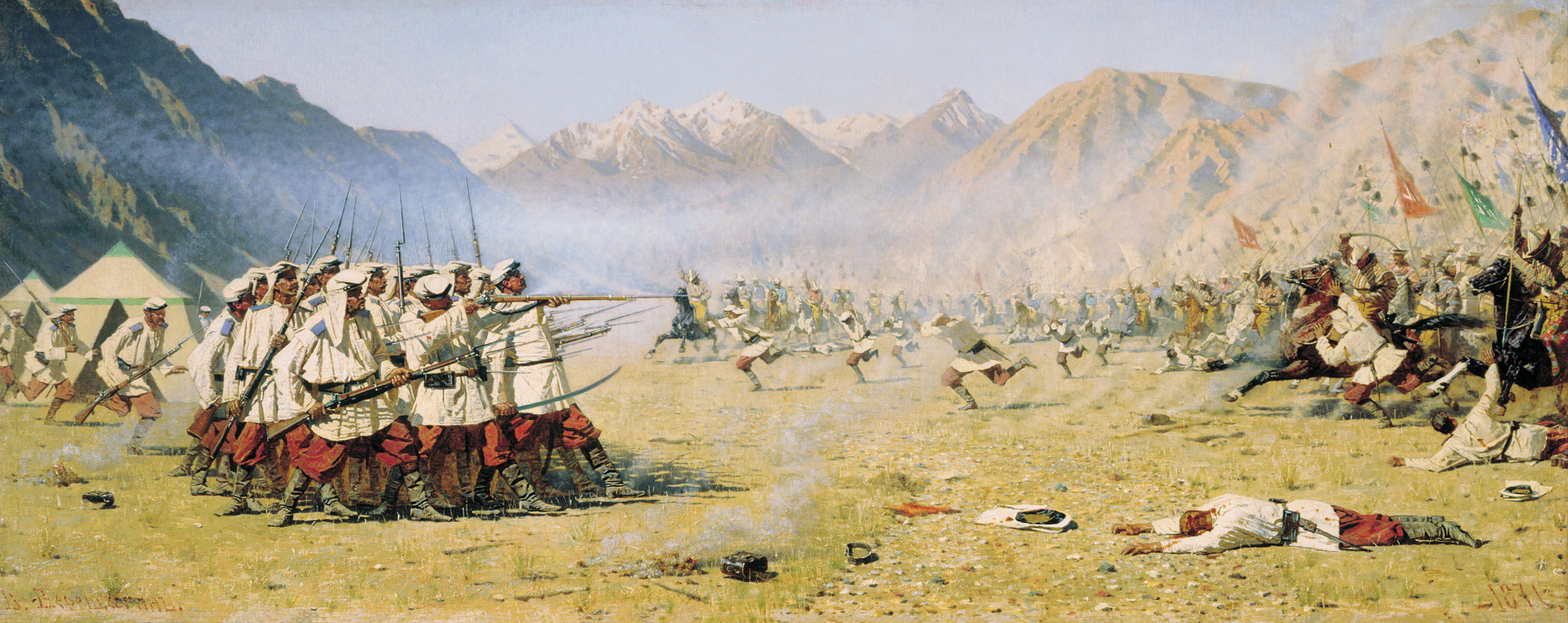
de verrassingsaanval (1871)
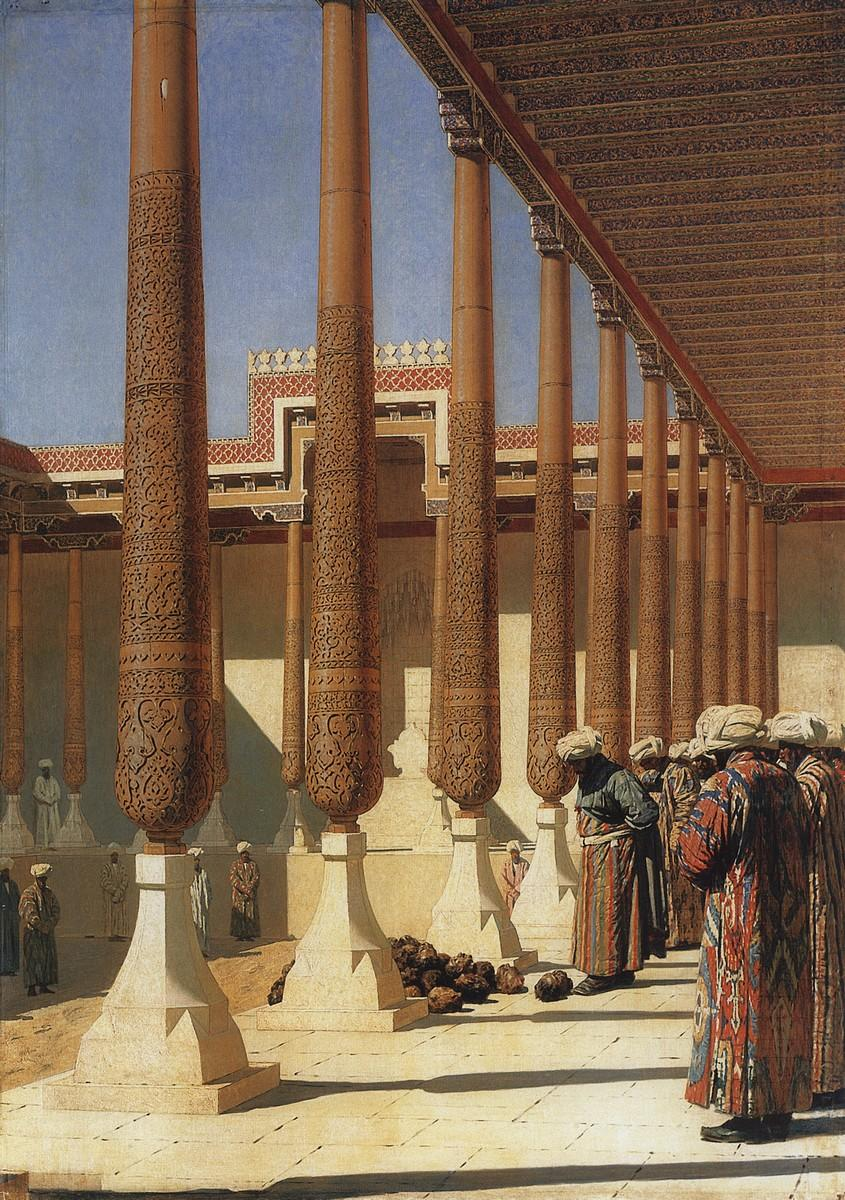
Presentatie van trofeeën (1872)
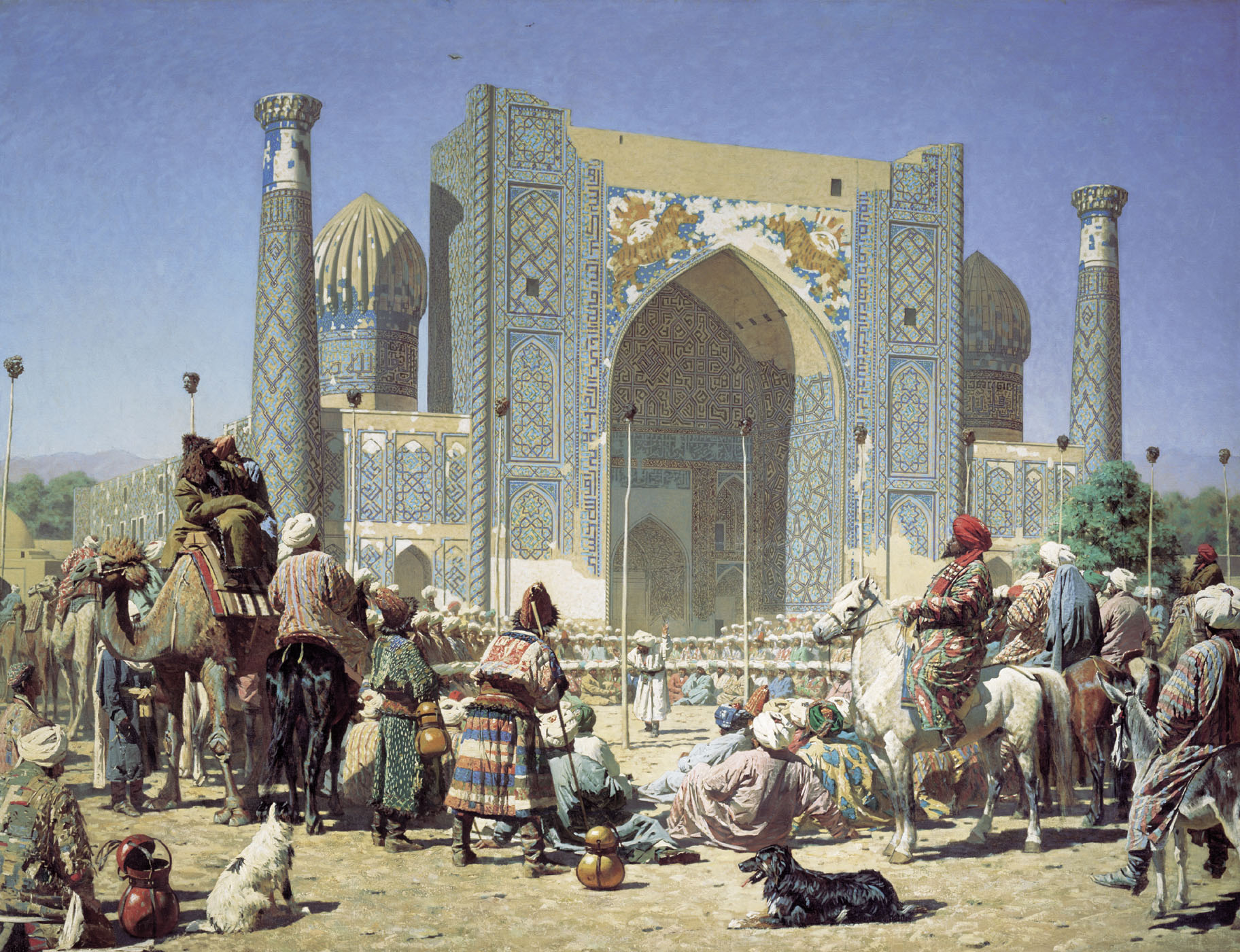
triomf (1872)

## Voetnoten
1. ↑  48 schilderijen, 81 studies en 133 tekeningen